# Malta
Malta, ufficialmente Repubblica di Malta (in maltese Repubblika ta' Malta; in inglese Republic of Malta), è uno Stato insulare dell'Europa meridionale e membro dell'Unione europea. È un arcipelago situato nel Mediterraneo, nel canale di Malta, a 80 km dalla Sicilia, a 284 km dalla Tunisia e a 333 km dalla Libia, compreso nella regione geografica italiana. Con un'estensione di 315,6 km² è uno degli Stati più piccoli e densamente popolati al mondo. La capitale è La Valletta.
Il paese ha due lingue ufficiali, il maltese e l'inglese. L'italiano, lingua ufficiale fino al 1934, è piuttosto diffuso, conosciuto nel 2022 almeno a livello elementare dal 62% dei maltesi. Durante il corso della storia, la posizione geograficamente strategica di Malta ha dato grande importanza all'arcipelago, che ha subito l'avvicendarsi in sequenza di Fenici, Greci, Cartaginesi, Romani, bizantini, arabi, Normanni, Aragonesi, Cavalieri di Malta, francesi e inglesi.
Malta è internazionalmente conosciuta come località turistica, per lo svago e, soprattutto, per la cultura, dato che nel paese si trovano ben tre siti dichiarati dall'UNESCO patrimonio dell'umanità: la capitale La Valletta, l'Ipogeo di Ħal-Saflieni e i templi megalitici.
L'ingresso nell'Unione europea è avvenuto il 1º maggio 2004 e, dal 1º gennaio 2008, è entrata a far parte dell'eurozona. Malta è, inoltre, membro del Commonwealth.

## Etimologia
I Greci la chiamarono Μελίτη (Melitē) e gli arabi Malita. Venne così chiamata dai Greci probabilmente per l'abbondanza di api autoctone che producevano in abbondanza miele (μέλι è il termine greco per miele). Secondo un'altra ipotesi, la parola "Malta" potrebbe invece derivare dall'antica parola della lingua fenicia "malit", che letteralmente significa "montagna". Altri sono dell'opinione invece che l'isola venne così chiamata in onore della ninfa Melite, una delle Naiadi, figlia di Nereo e di Doride, anche se non se ne ravvede il nesso logico.
Non manca infine chi sostiene che il toponimo possa derivare dall'ebraico Malet o dal fenicio Maleth, il cui significato è in entrambi i casi rifugio, ricovero, asilo, cosa possibile, vista la posizione geografica dell'isola, ma - al di là del sospetto che ci si trovi di fronte a una pura e semplice paraetimologia, mancando qualsiasi documento in proposito che suffraghi l'ipotesi - è significativo il fatto che gli antichi Romani assunsero il nome greco per riferirsi all'isola, chiamandola anche essi Melita.

## Storia

### Età antica
Nella grotta di grotta di Latnija sono state ritrovate testimonianze, come strumenti litici, focolari e resti di cibo, che risalgono a circa 8000 anni fa, retrodatando l'arrivo dei primi esseri umani moderni europei (EEMH - European early modern humans in inglese) sull'isola. Il ritrovamento è rilevante anche perchè attesta che la capacità di navigare nel Mediterraneo in epoche remote della preistoria.

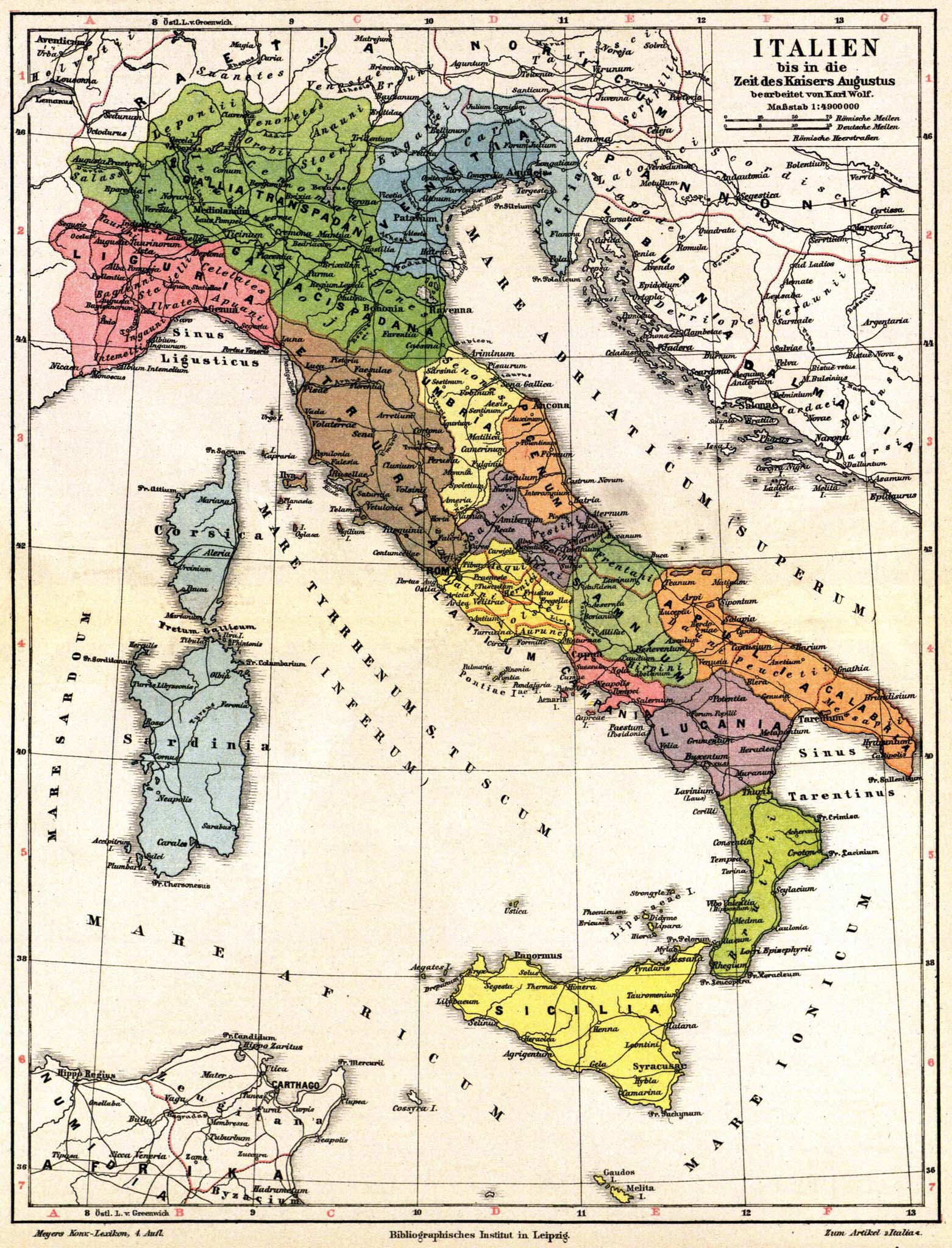
L'Italia e sue regioni al tempo dell'Impero romano nel I secolo a.C.

Tracce di insediamenti del Neolitico antico (6000-4000 a.C.) sono state rinvenute sia in aree aperte sia all'interno di grotte, come Għar Dalam; questi primi stanziamenti erano costituiti da coloni provenienti dalla Sicilia, per le analogie del materiale ceramico ivi ritrovato (ceramica impressa Ghar Dalam) con quello coevo di Stentinello, villaggio presso l'odierna Siracusa.
I coloni conservarono i rapporti con la Sicilia, continuando a fabbricare ceramica impressa dello stile di Stentinello e incominciando, solo al termine di questa fase (4500 a.C.), un modesto sviluppo tipologico locale.
Anche la ceramica di Scorba (4500-4100 a.C.), villaggio presso Mġarr, somiglia molto a quella ritrovata in Sicilia e comprova quanto siano stati continui i rapporti tra Malta e la sorella maggiore. Questa fase è caratterizzata dalle prime evidenze di attività rituali, di cui, il piccolo tempio di Scorba, può considerarsi il precursore delle costruzioni megalitiche successive.
A partire dal 3500 a.C., si assiste a un fiorire di templi megalitici, primo fra tutti a Gigantia (Ggantija), sull'isoletta di Gozo; altre imponenti strutture sono presenti a Hagar Qim, Mnajdra, Ta Hagrat ("le pietre"), Tarxien. A questo periodo temporale (3600-2500 a.C.) si lega un'interessante caratteristica archeologica, rinvenuta in diverse località dell'isola e consistente in scanalature uniformi ed equidistanti tra di loro soprannominate cart ruts o cart racks: la più notevole è quella conosciuta col nome Clapham Junction. Probabilmente, i solchi potrebbero essere stati causati dal continuo passaggio delle ruote dei carrelli adibiti al trasporto della pietra, che, a lungo andare, finirono per intaccare il tenero calcare di cui è costituita l'isola. Il "popolo dei templi" scomparve intorno al 2500 a.C., per cause ancora sconosciute; sono state avanzate diverse teorie, dall'aumento della conflittualità interna all'insorgere di una grave epidemia, ma nessuna ha ancora trovato consenso fra gli studiosi.
Le isole maltesi rimasero così spopolate per qualche centinaio di anni, fino a quando l'arrivo di un nuovo flusso migratorio introdusse nell'isola una nuova cultura: quella dei "costruttori dei dolmen". Nella maggior parte dei casi si tratta di piccole camere con la copertura costituita da una grande lastra posta sopra delle pietre verticali, riconducibili a una popolazione del bronzo antico (2150 a.C.) diversa da quella che aveva edificato i precedenti templi megalitici. Ancora una volta, si sarà trattato di gente proveniente dalla Sicilia, per la somiglianza dei dolmen maltesi con analoghe strutture da poco ritrovate anche nell'isola più grande del Mediterraneo.
I Fenici colonizzarono Malta solo intorno al 1000 a.C., usandola come avamposto per la loro espansione e i loro commerci nel mar Mediterraneo; alcuni resti risalenti a quel periodo sono ancora rinvenibili sull'isola. In seguito, nel 736 a.C. essa venne occupata dai Greci, che la chiamarono Melita.
Fra il 480 e il 400 a.C. l'isola finì sotto il controllo di Cartagine, e poi, nell'ambito dello scontro fra le due potenze mediterranee durante la seconda guerra punica, sotto il dominio romano: Malta fu conquistata nel 218 a.C. dalle forze guidate dal console Tiberio Sempronio Longo. In epoca romana, l'isola divenne municipium e il capoluogo Melita (l'odierna Mdina) raggiunse la sua massima espansione. Nell'anno 60 d.C. l'isola fu visitata da San Paolo (il nome di Malta è citato negli Atti degli Apostoli, dove è presente la descrizione del naufragio del santo), che si dice abbia attraccato nella zona che oggi porta il nome di Baia di San Paolo (in maltese San Pawl il-Bahar) in ricordo dell'evento.
Dopo la caduta dell'Impero romano d'Occidente, Malta venne conquistata dai Vandali e successivamente dagli Ostrogoti, prima di passare, fra il 533 e il 544, sotto il dominio bizantino, che durò sino al IX secolo.

### La conquista e la Contea di Sicilia

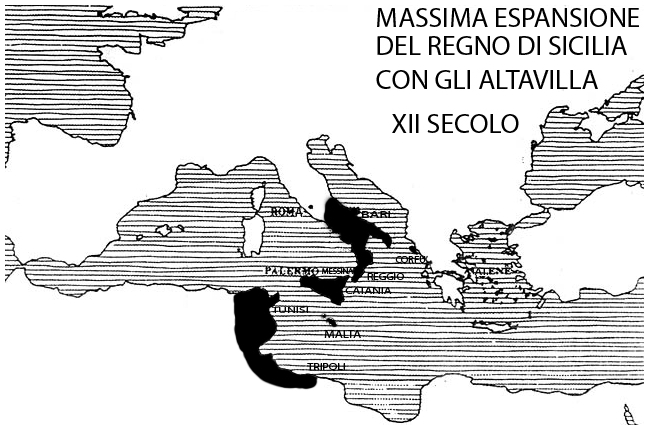
Regno di Sicilia (XII secolo).

L'isola cadde nell'870 sotto il dominio degli arabi, che eliminarono quasi tutti gli abitanti originari e ripopolarono l'arcipelago, edificando la nuova capitale Mdina sul sito della precedente città romana di Melita. I nuovi dominatori introdussero la coltivazione del cedro e del cotone, costruirono un sistema di irrigazione e, in particolare, la lingua araba, che la maggior parte della popolazione adottò come lingua madre. La sua influenza nel maltese moderno è facilmente riscontrabile, così come anche la presenza di parole di origine latina e dell'alfabeto latino. La dominazione araba durò per circa due secoli, dall'870 al 1091, durante i quali l'islam divenne la religione principale sull'isola, sebbene ai cristiani fosse consentito praticare il proprio culto.
Il periodo di dominazione araba finì nel 1091, quando l'isola venne conquistata dai Normanni provenienti dalla Contea di Sicilia, alla guida di Ruggero d'Altavilla. L'arcipelago entrò così nell'orbita siciliana e fu posto sotto il controllo dei membri della casa normanna di Sicilia, sebbene di fatto si trattasse di un controllo poco più che nominale. Nel 1191 Margarito di Brindisi sbarcò nuovamente sull'isola e venne nominato primo conte di Malta. I legami dell'isola con la Sicilia si fecero conseguentemente sempre più stretti e il feudo fu successivamente concesso alle famiglie della più alta nobiltà siciliana stabilitasi nella piccola isola quali i Conti di Modica, Manfredi III Chiaramonte alla fine del Trecento, Bernardo Cabrera nei primi decenni del Quattrocento, i Moncada e i Monroy, pur tornando spesso a essere governata direttamente dai sovrani o da loro familiari. La nobiltà maltese venne istituita in quest'ultimo periodo e circa trentadue titoli nobiliari permangono tuttora, il più vecchio dei quali è il Baronato di Djar il Bniet e Bucana. Malta fu ripopolata dalla popolazione latina proveniente dalla Sicilia.
Malta entrò quindi definitivamente nell'orbita culturale dell'Europa latina, sebbene l'influsso della fede e della cultura di origini arabe continuasse ad essere largamente presente fino al XIII secolo. A seguito dell'incorporazione come feudo, le sorti della piccola contea insulare seguirono nei secoli successivi quelle del Regno di Sicilia; a succedersi nel dominio dell'isola furono fra il XIII e il XVI secolo gli Hohenstaufen (Svevi), gli Angioini e gli Aragonesi. Nel 1283 questi ultimi sconfissero in uno scontro navale combattuto nel Porto Grande presso l'odierna Valletta una flotta angioina, conquistando l'arcipelago maltese alla Corona d'Aragona.

### L'insediamento dei Cavalieri Ospitalieri e l'assedio ottomano
Nel 1530 Malta venne concessa in affitto perenne, con decreto dell'imperatore Carlo V d'Asburgo, re di Sicilia, ai Cavalieri Ospitalieri in fuga da Rodi; il prezzo simbolico dell'affitto del feudo consisteva nella fornitura annuale di un falco da caccia ammaestrato: il viceré di Sicilia mantenne tuttavia il titolo di conte di Malta.
I cavalieri dell'ordine religioso presero il nome di "Cavalieri di Malta" e nel 1565 contrastarono l'assedio di Malta da parte dell'Impero ottomano, riuscendo a vincere e a mantenere l'ordine nell'isola. Dopo questo assedio, i Cavalieri decisero di fortificare l'isola e per la progettazione si affidarono all'architetto militare Evangelista Menga, mentre le fortificazioni di La Valletta furono opera di Francesco Laparelli. Ulteriori fortificazioni furono avviate a partire dal 1723, quando il Gran maestro António Manoel de Vilhena ne affidò la progettazione a Giuseppe Merenda.

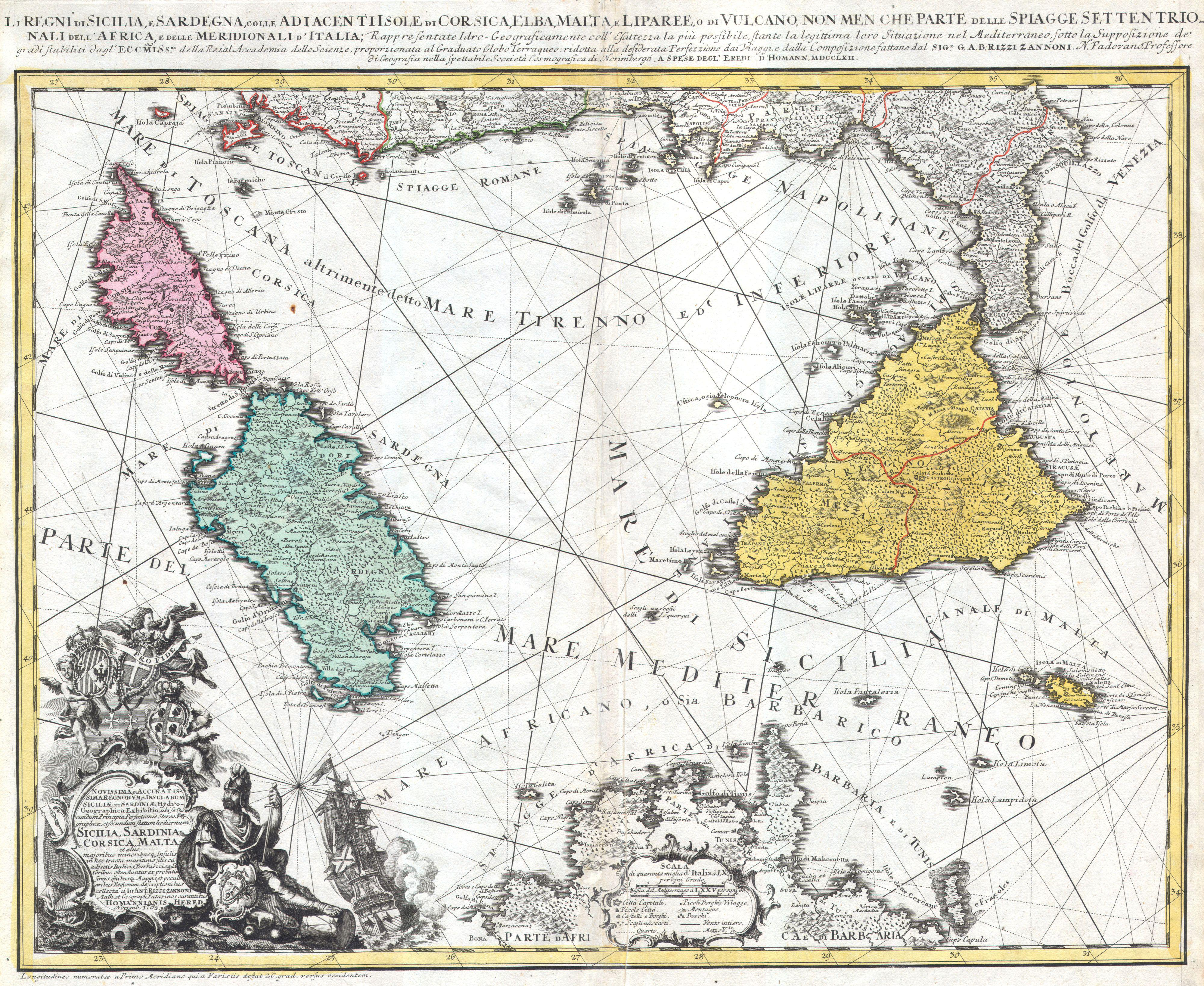
Carta delle isole italiane nel 1762, incisa dagli eredi Homann

Il dominio dei Cavalieri finì nel 1798, quando Malta venne occupata dalle truppe francesi di Napoleone, che si stava dirigendo in Egitto per incominciare l'omonima campagna militare. Autorizzato in precedenza dal Direttorio a occupare Malta, Napoleone chiese un porto sicuro per rifornire le sue navi e, dopo il rifiuto da parte del governo locale a che più di quattro navi francesi attraccassero contemporaneamente nel Porto Grande, egli fece sbarcare il proprio esercito (11 giugno). Il Gran maestro dei Cavalieri Ospitalieri Ferdinand von Hompesch zu Bolheim capitolò dopo un solo giorno di combattimenti intorno a La Valletta: i Cavalieri furono poco decisi nel condurre la difesa, non potendo per statuto prendere le armi contro altri cristiani, perché circa 200 di loro su 400 erano francesi e avendo solo 3000 soldati contro 15 000. Dopo l'onorevole accordo di resa del 12 giugno, Napoleone si stabilì per pochi giorni sull'isola, saccheggiando i beni dell'Ordine e riorganizzandola con un'amministrazione fedele. Poi, il 19 partì alla volta dell'Egitto, lasciando sul posto una guarnigione di 3 000 soldati al comando del generale Vaubois.

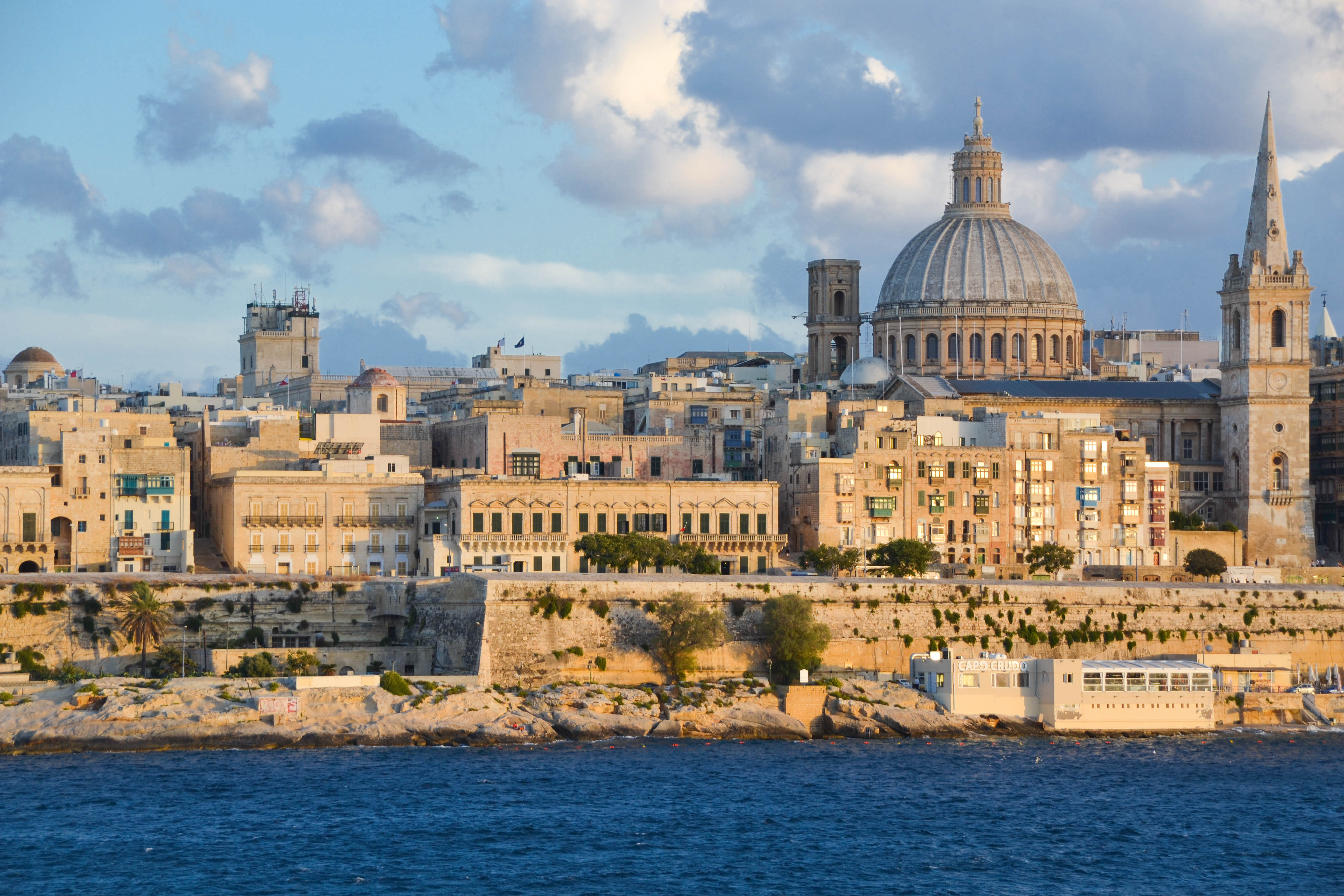
La Valletta

Gli occupanti francesi erano impopolari, soprattutto per la loro avversione alla religione e le rapine alla Chiesa, per cui i maltesi ben presto (2 settembre) si ribellarono, costringendo la guarnigione a ritirarsi nelle sue fortificazioni. La Gran Bretagna, il Portogallo e il Regno di Sicilia mandarono munizioni e aiuti ai ribelli, i quali, intanto, avevano liberato Gozo, che restò al Regno siciliano fino al 1801.
La Royal Navy pose l'embargo all'isola per due anni, finché, il 5 settembre 1800, i francesi, stremati, si arresero alla Gran Bretagna. Gozo, benché ancora feudo del Regno siciliano, divenne un protettorato britannico, nonostante le rimostranze dei Borbone, che rivendicavano la sovranità sull'isola.

### La colonizzazione britannica e la seconda guerra mondiale
Nel 1802 il trattato di Amiens decise la restaurazione della sovranità dell'Ordine di San Giovanni sull'arcipelago, ma incontrò l'opposizione del Congresso Nazionale maltese e il Regno Unito rifiutò quindi di restituire l'arcipelago ai Cavalieri ospitalieri, nonostante l'appoggio di tutta l'Europa.
Ferdinando di Borbone, re di Napoli e di Sicilia, chiese solo nominalmente il ritorno delle isole maltesi nei suoi domini, ma, dopo la firma del trattato di Parigi del 1814 e con il congresso di Vienna del 1815, ebbe restituito il regno di Napoli e Malta divenne ufficialmente parte dell'Impero britannico dal 1816. Venne utilizzata come base di scambio e come quartier generale per la flotta, soprattutto per via della sua posizione geografica a metà strada tra Gibilterra e l'istmo di Suez sulla rotta per le Indie Orientali.

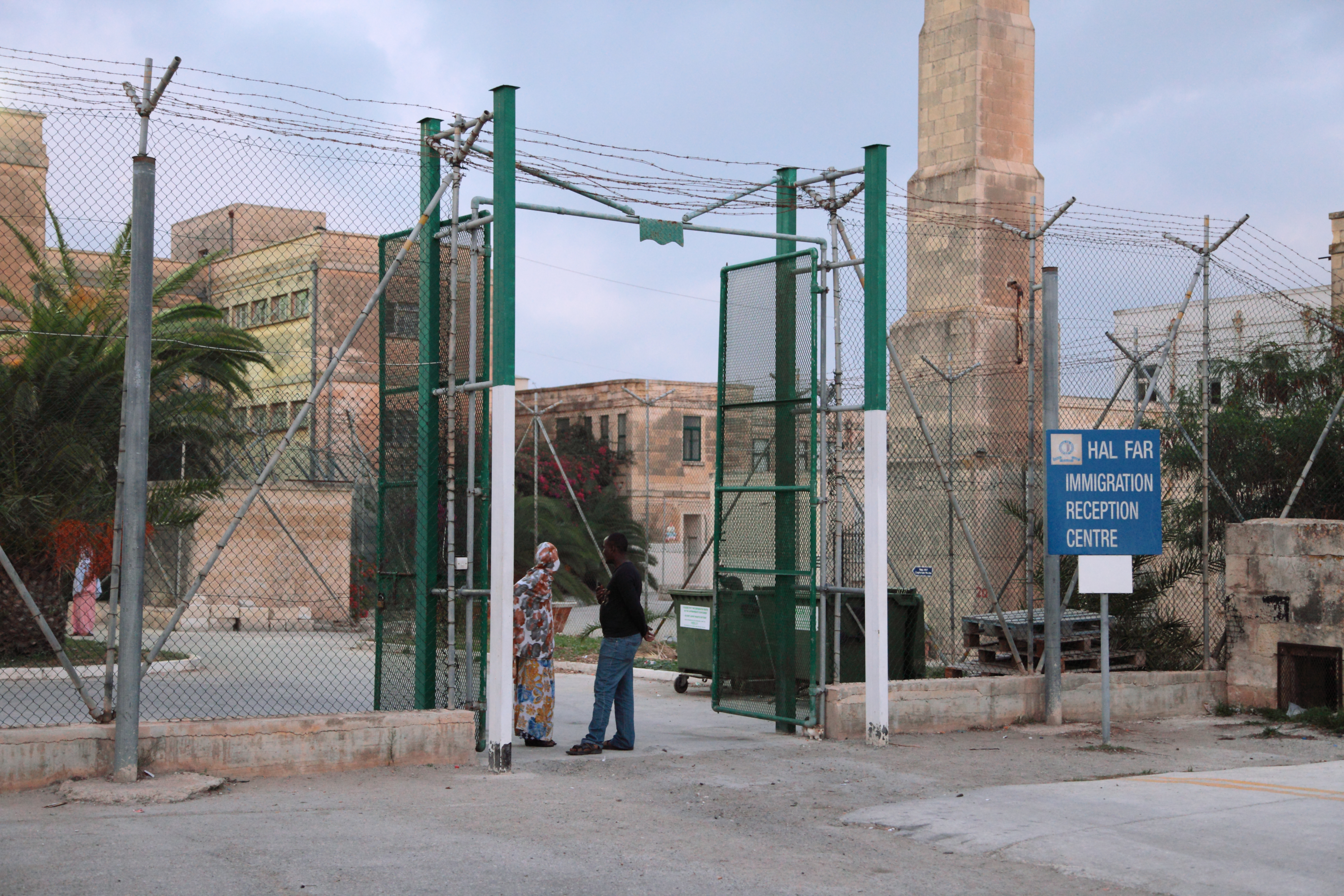
Campo profughi a Hal Far: data la sua vicinanza con la Tunisia e la Libia, Malta è un approdo molto utilizzato per l'immigrazione ed è meta di rifugiati, con una netta prevalenza dal continente africano

A Malta si sviluppò agli inizi del XX secolo un forte irredentismo in favore dell'unione dell'isola al Regno d'Italia, che si intensificò nel 1919, quando le truppe del Regno Unito spararono su un corteo di cittadini che manifestavano contro nuove tasse. L'avvenimento, noto come Sette giugno (in italiano), è commemorato ogni anno come festa nazionale. Il sentimento filo-italiano fu ostacolato dal Regno Unito specialmente durante il periodo del fascismo in Italia, ma anche e soprattutto nel secondo dopoguerra. Nel 1930, per via della vicinanza culturale e geografica all'Italia, che sotto il regime fascista stava aumentando la sua aggressività, la Flotta Mediterranea inglese venne spostata ad Alessandria d'Egitto. Il Regno Unito impose la propria lingua, vietando quella italiana, e prese tutto il potere politico ed economico.
Questa situazione di sfruttamento coloniale provocò l'aumento delle richieste nazionaliste e il Regno Unito dovette concedere una nuova costituzione, aumentando il numero di eletti maltesi al Consiglio legislativo maltese e riconoscere la lingua maltese nel 1934. Da quello stesso anno, poco prima dell'emanazione delle sanzioni economiche all'Italia fascista, l'italiano non fu più la lingua ufficiale dello Stato, cosa che comportò un processo di de-italianizzazione da parte del Regno Unito nell'intero arcipelago maltese e che culminò, durante la seconda guerra mondiale, con l'esecuzione dell'irredentista, nonché agente segreto fascista, Carmelo Borg Pisani da parte dei militari del Regno Unito.
Durante la seconda guerra mondiale, Malta ricoprì un ruolo importante per via della sua vicinanza ai territori dell'Asse, tanto che venne assediata da italiani e tedeschi per più di due anni, ma mai conquistata: il Regno Unito aveva capito la sua enorme importanza strategica (invece inizialmente sottovalutata dall'Asse) e fece ogni sforzo per non perderla; nel contempo, dalle basi sull'isola le loro forze aeronavali uscivano per attaccare, con devastanti risultati, i convogli che trasportavano rifornimenti nel Nordafrica alle truppe impegnate in Libia. Grazie al coraggio dei suoi abitanti, Malta venne insignita della Croce di re Giorgio VI, sovrano del Regno Unito, ora visibile sulla bandiera maltese.

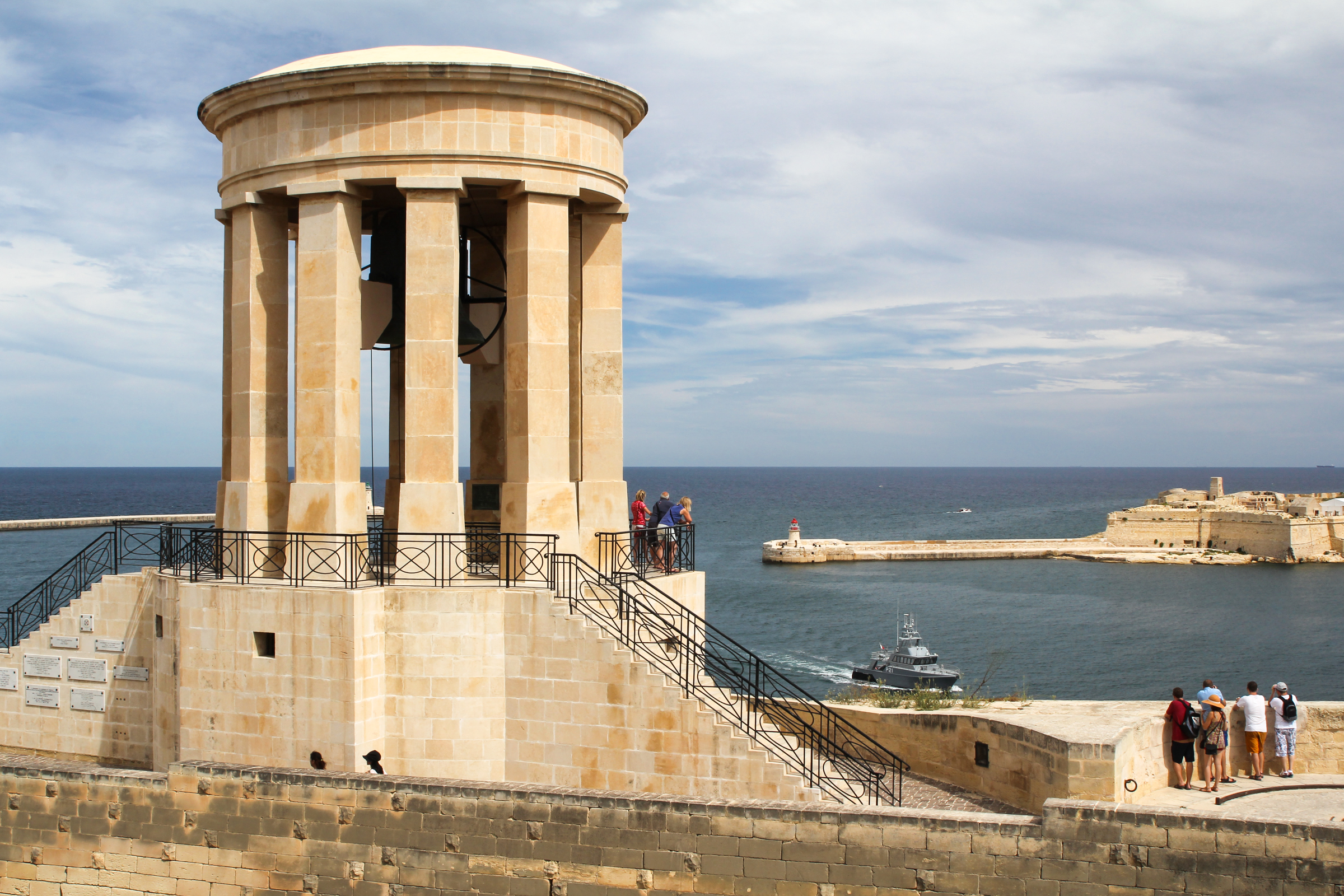
Monumento ai caduti

### L'indipendenza e l'adesione all'Unione europea
Dopo la guerra, seguita da un breve periodo di instabilità politica, Malta ottenne l'indipendenza dal Regno Unito il 21 settembre 1964, divenendo membro del Commonwealth col nome di Stato di Malta. Nella Costituzione mantenne il monarca del Regno Unito come proprio capo dello Stato, con il titolo di regina di Malta (regina ta' Malta), con un governatore generale che deteneva i poteri esecutivi.
Il 13 dicembre 1974 divenne una repubblica, con il presidente a capo dello Stato. Il 31 marzo 1979 ebbe termine anche l'accordo di difesa militare (rinnovato l'ultima volta nel 1972) tra la Repubblica e il Regno Unito. Dopo l'affare maltese, la difesa di Malta, in caso di attacco, è garantita dalle Forze Armate Maltesi e dalla Repubblica Italiana, grazie a un trattato bilaterale tra i due paesi. L'8 marzo 2003 un referendum approvò, con il 53,65% dei consensi, l'adesione all'Unione europea. Nel gennaio 2008 Malta ha adottato l'euro come moneta nazionale.

## Geografia

Carta geografica dell'arcipelago di Malta.

Malta è un arcipelago situato nel cuore del mar Mediterraneo. Solo le tre maggiori isole, ovvero Malta, Gozo e Comino sono abitate. Il territorio di Malta emerge dalla piattaforma continentale sottomarina sicula, la quale fa parte della placca africana. La porzione sommitale è costituita da rocce sedimentarie.
Nella parte occidentale e meridionale dell'isola di Malta le coste sono alte e accidentate (le scogliere di Dingli s'innalzano a più di 240 m sul livello del mare). Nella parte orientale e settentrionale la costa è accessibile: si aprono ampie spiagge sabbiose o rocciose e numerose sono le insenature, solchi vallivi simili a rías. A est le baie più ampie e profonde sono quelle di Melleha, San Paolo, St. Julian's, Marsamuscetto e Porto Grande (tra queste ultime due, separate dal promontorio di Monte Sceberras, sorge il porto della Valletta), a sud vi è la baia di Marsa Scirocco.
Il suolo è roccioso, anche se coltivato grazie al sistema dei terrazzamenti con muretti a secco (hitan tas-sejjieh). Il rilievo, costituito da altopiani calcarei, è poco elevato (Ta' Dmejrek, 258 m), ed è caratterizzato da formazioni di origine carsica, come campi carreggiati, caverne e grotte. Tra queste ultime, le più note nell'isola di Malta sono la Grotta Azzurra, il Għar Dalam (Caverna Oscura) in cui furono rinvenuti resti di specie risalenti a 170 000 anni fa e ormai estinte, come elefanti e ippopotami nani e nell'isola di Gozo la grotta di Calipso.
Non vi sono laghi e fiumi permanenti, anche se nei pressi dei villaggi rurali di San Martin, Mtahleb e Bahrija (Malta) e in Wied Lunzjata (Gozo) scorrono dei corsi d'acqua tutto l'anno. Tra gli uadi principali abbiamo il Il-Wied-tal-Fiddien, che forma i laghi di Chadwick.
L'acqua isolana comunque non riesce a soddisfare il fabbisogno della popolazione, per questo vi sono sei impianti di desalinizzazione marina, di cui due sempre funzionanti e quattro di riserva strategica.
Le isole minori che fanno parte dell'arcipelago sono disabitate e sono:
- Barbaganni Rock;
- Cominotto (Kemmunett);
- Delimara Island;
- Filfola (Filfla);
- Fessej Rock;
- Rocca del Generale (Il-Gebla tal-General);
- Ghallis Rock;
- Halfa Rock;
- Isole di San Paolo (Selmunett Island);
- Isola Manoel, sede del forte omonimo, connessa alla cittadina di Gezira tramite un ponte;
- Large Blue Lagoon Rocks (Comino);
- Mistra Rocks;
- Tac-Cawl Rock;
- Qawra Point/Ta` Fraben Island;
- Small Blue Lagoon Rocks;
- Sala Rock;
- Xrobb l-Ghagin Rock;
- Ta' taht il-Mazz Rock.

## Clima

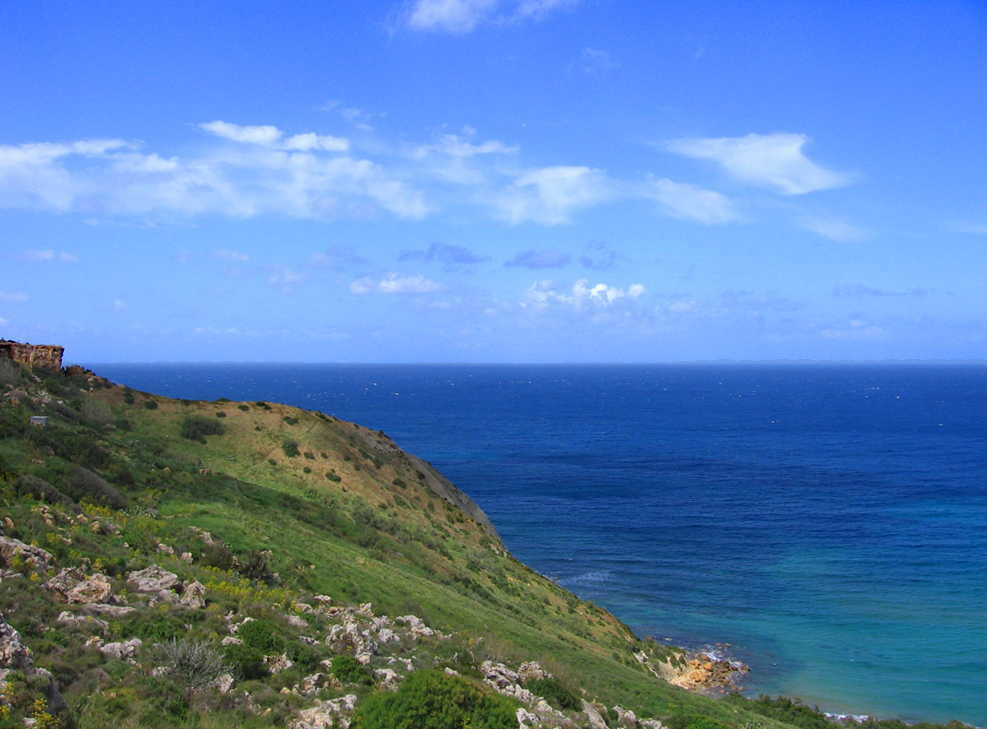
Vista dell'isola di Gozo.

Il clima maltese è di tipo mediterraneo-subtropicale secondo la classificazione dei climi di Köppen, con inverni molto miti e piovosi ed estati calde e secche, mitigate dalla brezza marina in prossimità della costa. A Malta sono rare grandi oscillazioni di temperatura.
La temperatura media annua è di 19 °C, tra le più alte in Europa.
Tra tutte le capitali europee, La Valletta ha gli inverni più miti, con massime che si attestano a 15-16 °C e minime che quasi mai scendono sotto i 10 °C.
La temperatura minima mai registrata fu di 1,2 °C nel 1895, e la temperatura più elevata fu di 43,8 °C registrata nel 1999.
Le precipitazioni medie annue non raggiungono i 600 mm, rendendo l'approvvigionamento idrico un problema per le isole. Le precipitazioni nevose sono nulle, con l'eccezione di qualche fenomeno senza accumulo nel 1895, nel 1905, nel 1962 e nel 2014.
La temperatura media annua del mare è di 20 °C, che oscilla dai 16 °C di gennaio ai 26 °C del mese di agosto.
Con 3 000 ore di sole l'anno, l'arcipelago è uno tra i luoghi più assolati d'Europa.

## Popolazione

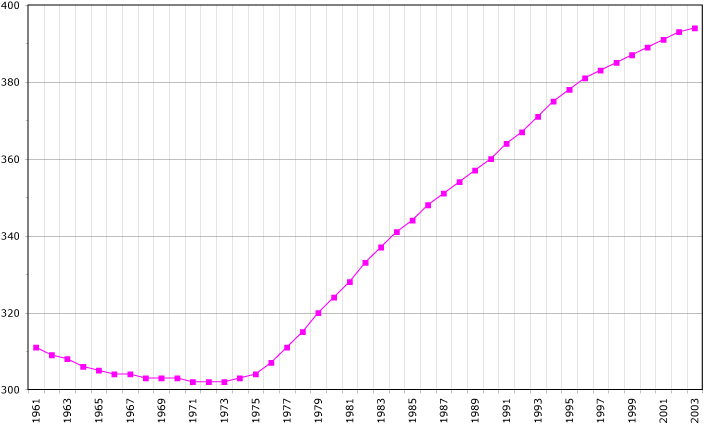
Andamento della popolazione di Malta dal 1961 al 2003

La popolazione nel 2022 ha raggiunto i 542 051 abitanti; tuttavia l'esiguità del territorio è tale che la densità demografica è di ben 1 562 abitanti per km², al 2017 la più alta dell'intera Unione europea ed una delle più alte del mondo. I maltesi rappresentano il 95% della popolazione mentre, tra le minoranze, la più numerosa è quella inglese.

### Religioni
I maltesi sono per la maggioranza cattolici.

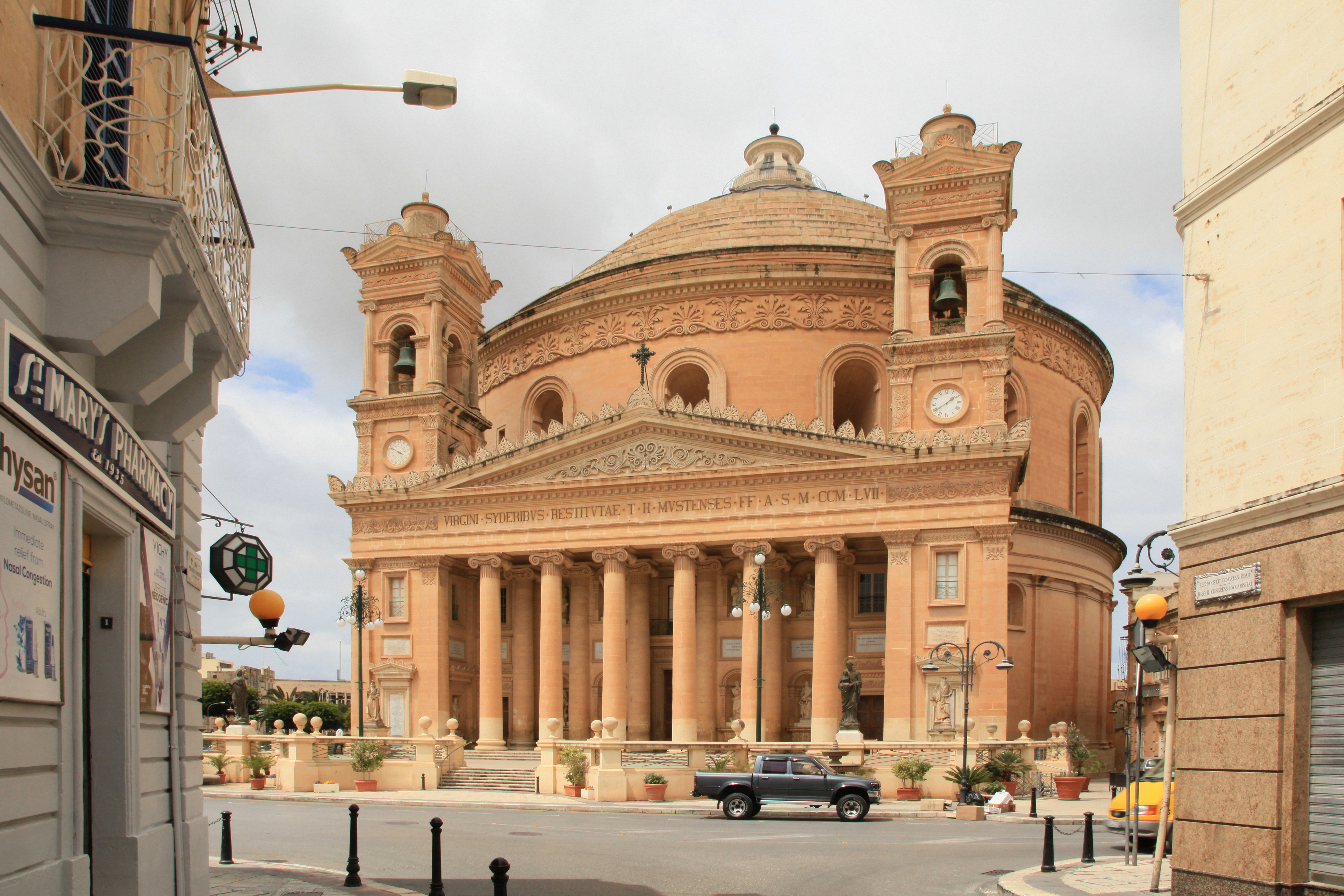
Duomo di Mosta, "Ir-Rotunda"

Vi sono più di 360 chiese a Malta, Gozo e Comino. La chiesa parrocchiale è il centro architettonico e geografico di ogni città e villaggio maltese. Spettacolari sono le tipiche feste in onore del santo patrono, caratterizzate da bande musicali, processioni religiose, fuochi pirotecnici e altro ancora. Malta è una sede apostolica; gli Atti degli Apostoli raccontano di come san Paolo, durante il viaggio che da Creta lo portava a Roma, naufragò all'isola di "Melite", probabilmente in quella che oggi è denominata baia di San Paolo, nel 60 d.C. Dal 17 al 18 aprile 2010 si è recato in visita apostolica a Malta papa Benedetto XVI, il quale ha celebrato la Santa Messa a Floriana nel Piazzale dei Granai, in occasione del 1950º anniversario del naufragio di San Paolo. Il suo successore Papa Francesco ha visitato nuovamente l'isola nell'aprile 2022.
Fra i protestanti maltesi, il gruppo più numeroso è rappresentato dagli anglicani; sono inoltre presenti metodisti, presbiteriani, luterani, battisti, avventisti del settimo giorno, pentecostali e altri gruppi evangelicali.
Fra i cristiani di altre denominazioni vi sono i Testimoni di Geova e la Chiesa di Gesù Cristo dei Santi degli Ultimi Giorni (i Mormoni).
Tra le altre religioni di Malta si registra particolarmente una presenza significativa della comunità musulmana ahmadiyya, con la sede principale a Ta' Xbiex, seguita dalla comunità ebraica, con la sede principale a Birchircara, e dalla Chiesa cristiana avventista del settimo giorno, anch'essa con la sede principale a Birchircara. La comunità dei Testimoni di Geova conta 796 ministri, organizzati in 10 congregazioni.

### Lingue
Il maltese (Il-malti) è una lingua semitica, derivante dalla lingua siculo-araba. L'alfabeto maltese conta 30 lettere ed è basato su quello latino con l'aggiunta delle lettere ċ, ġ, għ, ħ, ie e ż. Anche se la maggior parte dei vocaboli è di origine semitica, più del 40% delle parole maltesi ha origine latina come risultato delle forti influenze italiane. L'Italiano era la lingua comune usata dai cavalieri di Malta dal 1500 fino alla fine del 1700, per la stampa dei libri e dei documenti ufficiali. Durante l'occupazione inglese, soprattutto dal 1880 (Keenan Report), si tentò di epurare il maltese dell'abbondante lessico italiano e siculo, in favore di quello arabo. Il maltese, secondo l'articolo 5 della Costituzione, è la lingua ufficiale della Repubblica di Malta e dal 2004 una delle lingue ufficiali dell'Unione europea.
La legge riconosce la lingua maltese e quella inglese come lingue ufficiali che possono essere utilizzate da e nei confronti dell'amministrazione. Nei processi la lingua è il maltese, ma è possibile prevedere in alcuni casi l'uso dell'inglese. Tocca poi alla Camera dei Deputati determinare quale sia la lingua da utilizzare nei lavori parlamentari. La legge sulle lingue approvata nel 2005 ribadisce, infine, che il maltese è un fondamentale elemento di identità nazionale. Nel 1934, dopo diverse manifestazioni irredentiste appoggiate dal governo fascista italiano, i britannici decisero di sostituire il Maltese all'italiano come seconda lingua ufficiale. Tuttavia, l'italiano è attualmente diffuso in campo commerciale e turistico ed è compreso a un livello almeno elementare dal 62% dei maltesi. Nel 1934, invece, dato l'alto analfabetismo dell'epoca, l'italiano era diffuso esclusivamente fra i ricchi ed era parlato solo dal 14% della popolazione. Inoltre l'italiano è insegnato in tutte le scuole di Malta, e una delle cinque feste nazionali dell'isola è chiamata Sette giugno.
Grazie alla televisione, i maltesi ricevono pressoché tutti i canali TV italiani e nel 2010 la lingua italiana era utilizzata come prima lingua dall'1,84% dei maltesi.

## Relazioni con l'Unione europea
Queste le tappe già percorse del processo di integrazione.
| Data o periodo                    | Evento |
| --------------------------------- | --- |
| 16 luglio 1990                    | Presenta la domanda di adesione. |
| 10 dicembre 1999-13 dicembre 2002 | Si tengono i negoziati di adesione. |
| 8 marzo 2003                      | Mediante un referendum, i maltesi approvano la ratifica del Trattato di adesione. |
| 14 aprile 2003                    | Il Consiglio europeo approva l'adesione di Malta. |
| 16 aprile 2003                    | Ad Atene Malta firma il Trattato di adesione. |
| 1º maggio 2004                    | Entra in vigore il Trattato di adesione. |
| 27 febbraio 2007                  | Malta presenta richiesta di essere sottoposta all'esame sulla convergenza. |
| 16 maggio 2007                    | La Banca centrale europea e la Commissione europea pubblicano le loro relazioni sul rispetto dei parametri di Maastricht da parte di Malta, nelle quali propongono l'adesione di Malta all'eurozona a partire dal 2008.                                            |
| 21 giugno 2007                    | Il Consiglio europeo autorizza l'adozione dell'euro per Malta. |
| 10 luglio 2007                    | Dopo la decisione dei Capi di Stato o di Governo, i Ministri dell'economia e delle finanze (Ecofin) abrogano la deroga della quale Malta godeva per l'adozione della moneta, fissando il seguente tasso irrevocabile di conversione: 1 euro = 0,4293 lire maltesi. |
| 21 dicembre 2007                  | Malta aderisce agli accordi di Schengen. |
| 1º gennaio 2008                   | Malta adotta l'euro, che sostituisce definitivamente la lira maltese il 31 gennaio. |

## Ordinamento dello stato

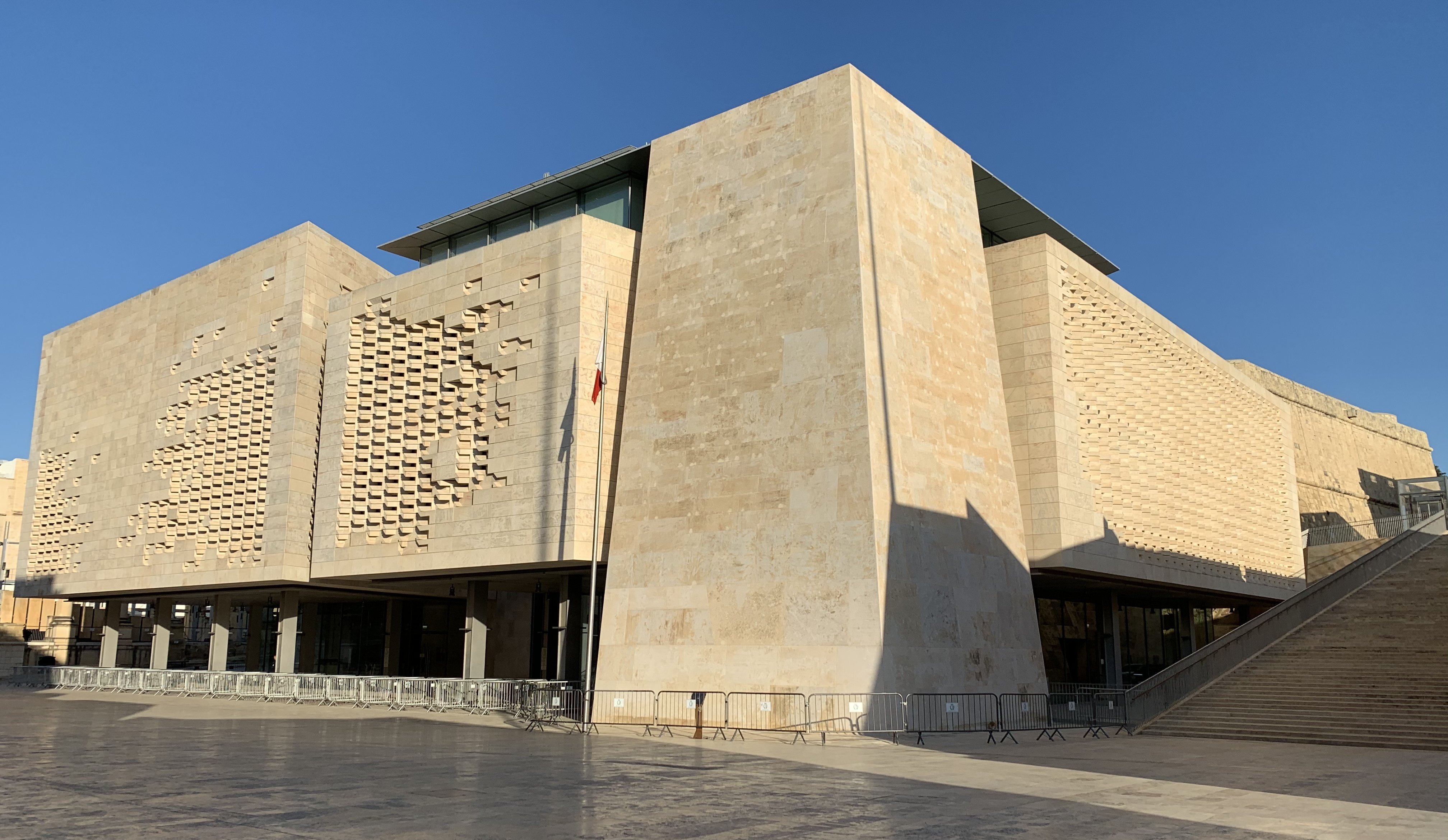
Palazzo del Parlamento (La Valletta)

Malta è una repubblica parlamentare fondata sulla democrazia rappresentativa, il cui sistema parlamentare e di amministrazione pubblica è modellato sulla base del sistema Westminster.
La Camera dei deputati, assemblea legislativa monocamerale composta da 65 membri, conosciuta come Kamra tad-Deputati, viene eletta a suffragio universale tramite voto singolo trasferibile ogni 5 anni. Può essere sciolta prima della scadenza della legislatura solo dal Presidente, su consiglio del Primo Ministro. Se il partito che ha la maggioranza dei voti non ottiene anche la maggioranza assoluta dei seggi, riceve seggi aggiuntivi attribuiti ai migliori perdenti. Il partito che conquista la maggioranza forma il governo.
Secondo la Costituzione di Malta, entrata in vigore il 21 settembre 1964, il Presidente nomina il Primo Ministro, che è in genere il leader del partito, che forma il gabinetto.
Il Presidente della Repubblica viene eletto ogni 5 anni dalla Camera dei Deputati.
La magistratura è indipendente, secondo il modello anglosassone e in parte anche secondo il modello italiano.

### Suddivisioni amministrative
Dalla riforma del 30 giugno 1993, Malta è stata suddivisa in 68 consigli locali (in maltese: Kunsilli Lokali), raggruppati in tre regioni, che nel 2009 sono state aumentate a cinque. Esistono anche i distretti di Malta, di dimensioni intermedie, ma non hanno finalità amministrative. A partire dal 2009, vi è stata un'ulteriore modifica al sistema amministrativo maltese: le due regioni originarie dell'isola di Malta, Malta Maestrale e Malta Scirocco, infatti, sono state divise in quattro differenti regioni mentre è sopravvissuta solo la regione di Gozo. Le nuove regioni sono:
- Regione Centrale: include la parte centrale dell'isola. Il capoluogo è San Ġwann, la città più popolata Birchircara.
- Regione di Gozo: include l'intero territorio dell'isola di Gozo e anche quelle di Comino e Cominotto, le quali fanno parte del comune di Ghain Sielem. Il capoluogo, nonché città più popolata, è Rabat.
- Regione Settentrionale: include l'intero territorio nord di Malta. Il capoluogo, nonché città più popolata, è Baia di San Paolo.
- Regione Sudorientale: include quella parte di territorio fra La Valletta e Marsa Scirocco. Il capoluogo è Tarxien, la città più popolata Zabbar.
- Regione Meridionale: include la rimanente parte del territorio maltese. Il capoluogo, nonché città più popolata è Qormi.

### Città principali
Demograficamente l'isola si presenta divisa tra un unico grande agglomerato urbano nella zona costiera orientale e una zona meno abitata nella parte interna e occidentale. In realtà, nonostante la limitata popolazione, l'ordinamento amministrativo risulta suddiviso in 91 città.
Le più notevoli sono:
- La Valletta, fondata nel 1566, è la capitale di Malta sebbene abbia solo 6 444 abitanti. Ha il titolo di "Città Umilissima" ed è un patrimonio UNESCO, oltre ad essere il centro nevralgico delle attività commerciali e amministrative dell'isola. La città-fortezza nasce sulla roccia della penisola del Monte Sceberras, a picco sul mare, con due profondi porti naturali, Porto Grande e Marsamuscetto.
- Mdina, conosciuta anche come "Città Silenziosa" fu l'antica capitale. Si tratta di un fortino dalle mura arabe e dall'architettura medievale che abbraccia palazzi in stile barocco. Oggi vi abitano solo 258 persone, per lo più nobili ed ecclesiastici. Ha il titolo di "Città Notabile".
- Baia di San Paolo è la città più popolosa con 29 097 abitanti (3 settembre 2019)[64]
- Cottonera (Kottonera) è in realtà l'unione di Tre città (Tliet Ibliet): Vittoriosa anche detta Birgu (2 691 abitanti); Cospicua anche detta Bormla (5 642 abitanti); Senglea anche detta Isla (3 500 abitanti). Tutte e tre si possono visitare via mare grazie a piccole barchette (luzzi e dgħajsa).
- Birchircara con 24 356 abitanti è tra le città più popolose di Malta.
- Rabat, sita accanto a Medina e dove si trovano le catacombe di San Paolo.
- Sliema, zona dello shopping.

## Istruzione

### Università
L'Università di Malta, con sede a Msida, venne fondata nel 1769, anche se trae le sue origini dal Collegium Melitense, fondato dall'Ordine dei Gesuiti nel 1592. Si formò così la Pubblica Università di Studi Generali nel 1769, rilevata dal Gran Maestro Manuel Pinto de Fonseca.

## Politica
I principali partiti politici sono il Partito Nazionalista (Partit Nazzjonalista, di ispirazione conservatrice e democristiana) e il Partito Laburista (Partit Laburista, d'ispirazione socialdemocratica).

## Economia

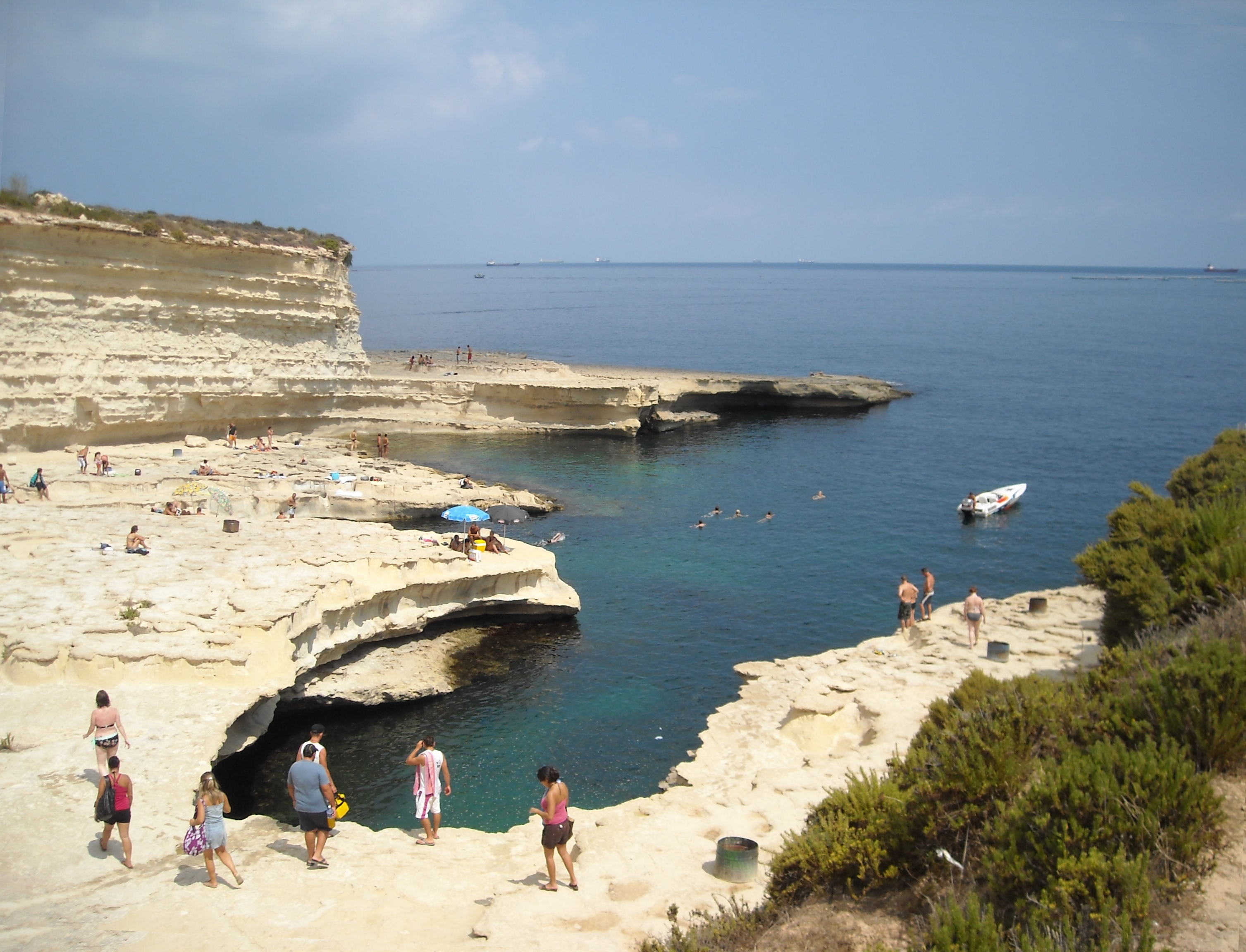
Il turismo è una delle maggiori fonti di reddito per Malta. Nell'immagine St. Peter's Pool, nei pressi di Marsa Scirocco.

Le maggiori risorse di Malta sono il calcare, una posizione geografica favorevole e una forza lavoro molto produttiva. Malta produce circa il 20% del proprio fabbisogno, ha risorse idriche d'acqua potabile limitate e nessuna fonte di energia disponibile sul proprio territorio. L'economia dipende dagli scambi con l'estero, dal settore manifatturiero (in particolare tessile ed elettronico) e dal turismo. Quest'ultimo è aumentato in maniera vertiginosa negli anni e ha portato alla costruzione di numerose strutture turistiche sull'isola. Negli ultimi anni, ha acquisito una notevole importanza anche l'industria del gioco d'azzardo online.

## Forze armate
Le forze armate maltesi hanno la struttura e le dimensioni di una piccola brigata interforze, con un comando centrale al quale fanno capo tre reggimenti della componente terrestre, un Air Wing e il Maritime Squadron. Non esiste la coscrizione obbligatoria. Le forze armate sono aperte a entrambi i sessi.

## Trasporti

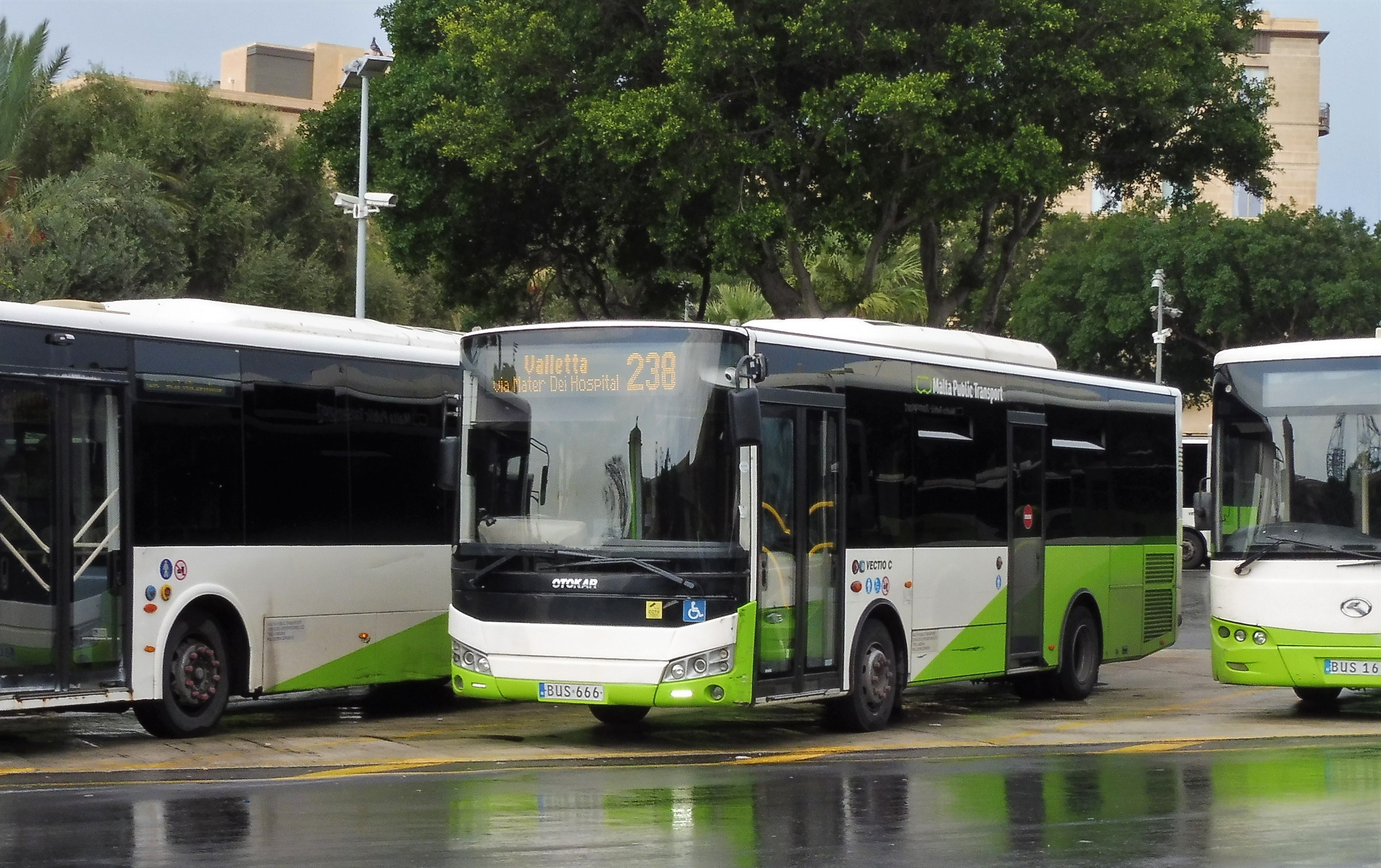
Un autobus di La Valletta (2019).

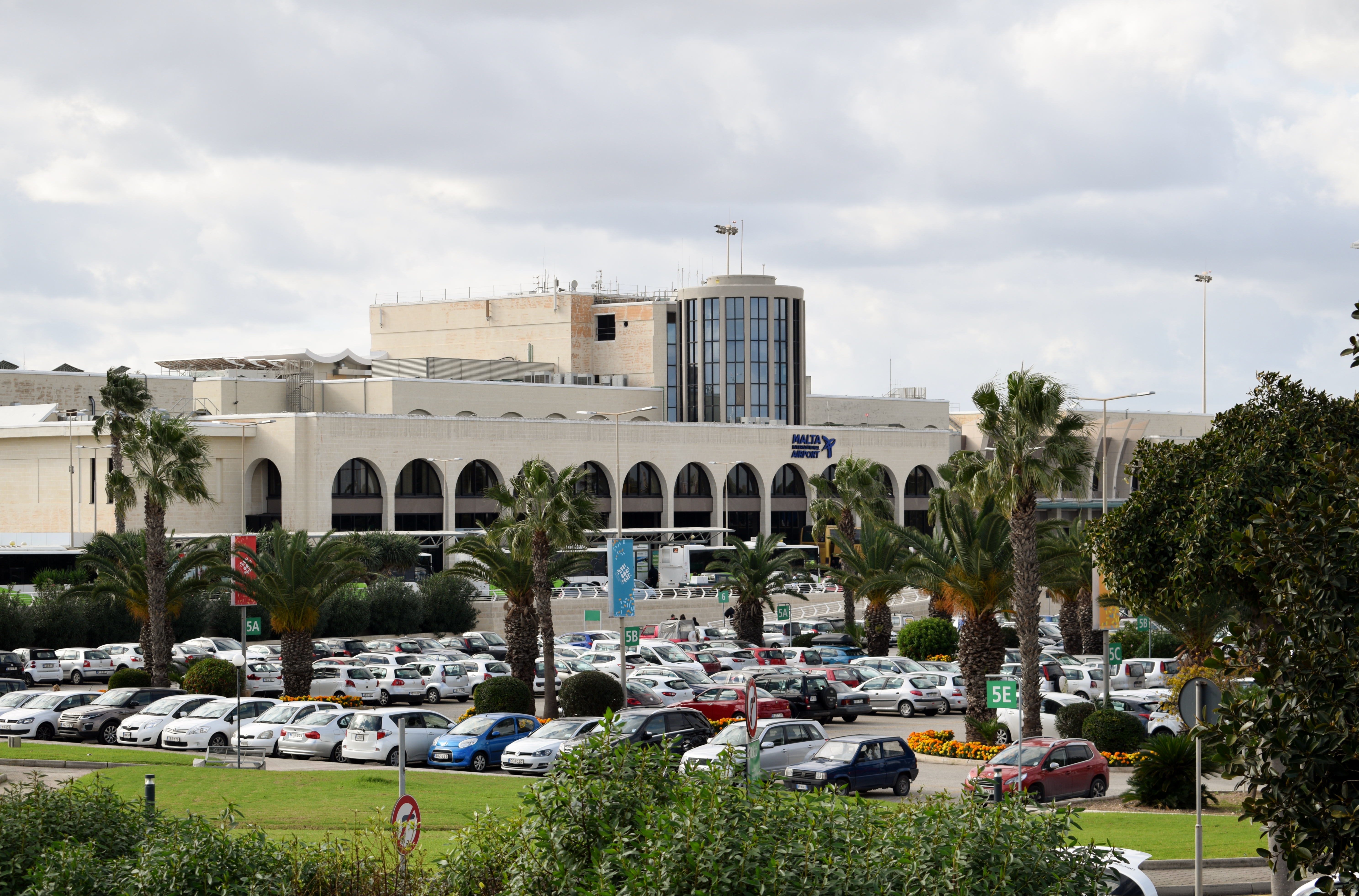
L'Aeroporto Internazionale di Malta.

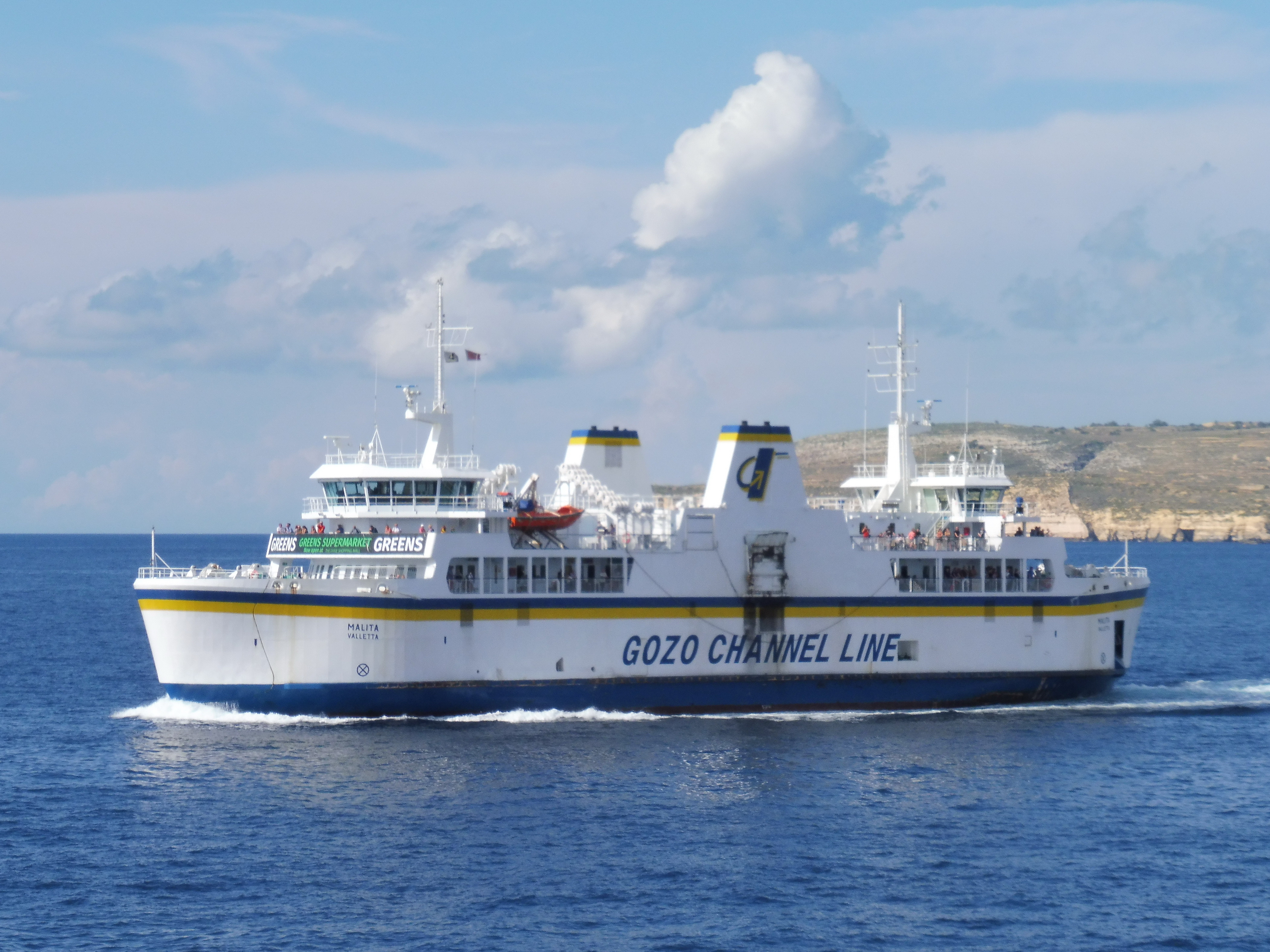
Un traghetto della Gozo Channel.

### Strade
A Malta non sono presenti autostrade, ma solo strade statali a doppia carreggiata. La circolazione stradale si svolge tenendo la sinistra, come in numerosi paesi del Commonwealth o ex colonie britanniche. Quindi, il sorpasso viene effettuato a destra. I caratteristici autobus di Malta sono stati sostituiti da autobus moderni, ma rimangono in uso su servizi turistici non di linea.

### Ferrovie
Per un periodo piuttosto breve Malta ha utilizzato anche un trasporto ferroviario e tranviario, dismessi il primo nel 1931 e il secondo nel 1929.

### Aeroporti
L'Aeroporto Internazionale di Malta (IATA: MLA, ICAO: LMML) è l'unico aeroporto dell'arcipelago maltese, e serve perciò tutto il Paese. Trovandosi nel territorio di Luca, è a volte chiamato Aeroporto di Luca o anche Aeroporto della Valletta, dato che dista solo 8 km dalla capitale La Valletta. Dall'Italia l'arcipelago è raggiungibile grazie ai molti aeroporti che coprono la tratta Italia-Malta. L'eliporto di Gozo non ha servizi commerciali.

### Collegamenti marittimi

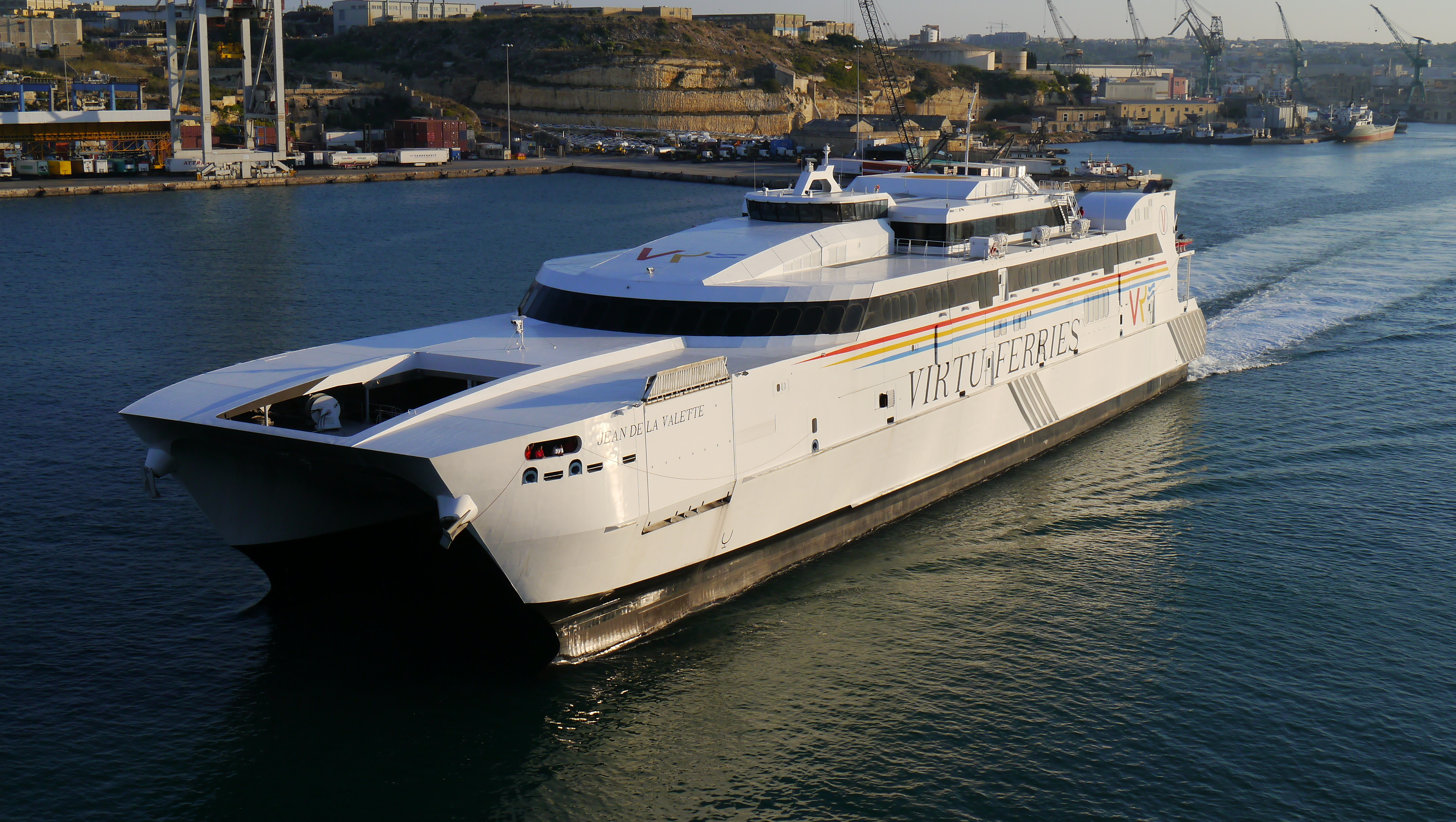
Il catamarano per Pozzallo.

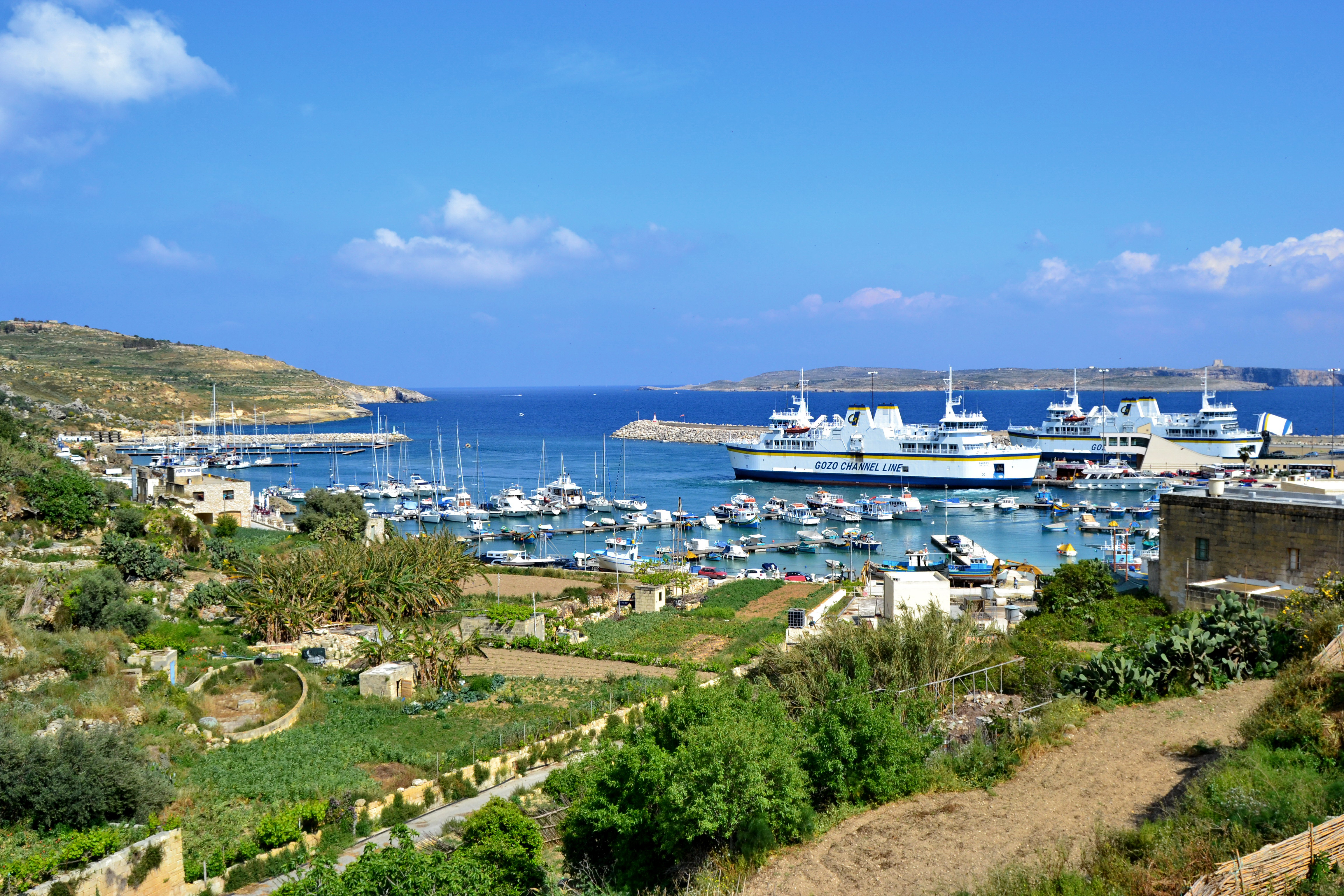
il porto di Mġarr a Gozo.

I collegamenti marittimi internazionali sono operati dalla Virtu Ferries Limited con una flotta di catamarani veloci che offrono un servizio plurigiornaliero tra la capitale La Valletta e la cittadina siciliana di Pozzallo. Altri collegamenti, principalmente mirati al trasporto pesante, sono operati verso i porti di Augusta (catamarano) e Catania (in nave).
| Linea                  | Durata   | Tipologia   | Traffico             | Compagnia     |
| ---------------------- | -------- | ----------- | -------------------- | ------------- |
| La Valletta - Pozzallo | 1h 45min | commerciale | passeggeri e veicoli | Virtu Ferries |
| La Valletta - Augusta  | 3h       | commerciale | passeggeri e veicoli | sospesa       |
| La Valletta - Catania  | 7h       | commerciale | passeggeri e veicoli | sospesa       |

I trasporti nazionali tra Gozo e Malta sono assicurati dalla Gozo Channel Company Limited che opera un servizio traghetti tra le due isole mentre il servizio urbano per La Valletta è effettuato dalla "Valletta Ferry Services". Operatori turistici locali offrono un servizio di linea tra il porto di Ċirkewwa e la laguna Blu a Comino.
Dal 1º giugno 2021 sono in attività le partenze marittime della Virtù Ferries e della neo-fondata compagnia Gozo Fast Ferry Ltd, per garantire un collegamento più veloce fra Malta e Gozo partendo da Valletta e raggiungendo Mgarr in 45 minuti.
| Linea                      | Tipologia   | Traffico             | Compagnia                                |
| -------------------------- | ----------- | -------------------- | ---------------------------------------- |
| Cirkewwa - Mġarr (Gozo)    | commerciale | passeggeri e veicoli | Gozo Channel Company Limited             |
| La Valletta - Mġarr (Gozo) | commerciale | passeggeri           | Gozo Fast Ferry Ltd e Virtù Ferries Gozo |
| La Valletta - Sliema       | commerciale | passeggeri           | Valletta Ferry Services                  |
| La Valletta - Tre Città    | commerciale | passeggeri           | Valletta Ferry Services                  |
| Cirkewwa - Comino          | turistico   | passeggeri           | Comino Ferries Coop                      |
| Mġarr (Gozo) - Comino      | turistico   | passeggeri           | Comino Ferry Service                     |

## Cultura
La cultura di Malta rispecchia le influenze di culture differenti, tra cui l'Italia e il Regno Unito, che governò Malta fino al 1964.

### Patrimoni dell'umanità
Alcuni siti maltesi sono stati inseriti nella Lista dei patrimoni dell'umanità dell'UNESCO.

### Letteratura

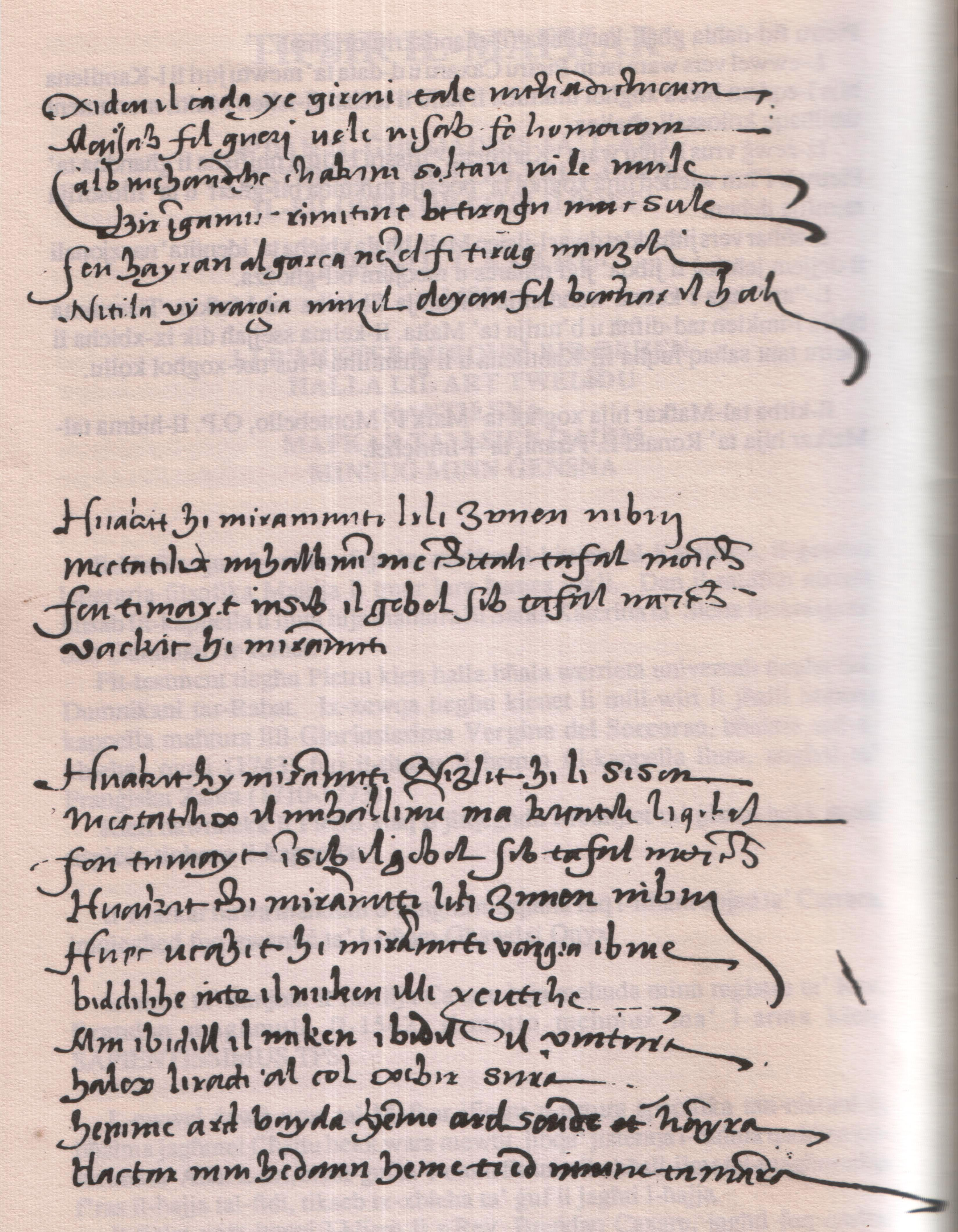
Cantilena di Pietru Caxaro, primo documento letterario in maltese

Nonostante le piccole dimensioni, Malta ha una ricchissima scena letteraria. La prima opera risale al medioevo ed è una poesia in maltese medioevale scritta da Pietru Caxaro, Xideu ja gireni. Molti intellettuali hanno commentato la poesia, tra i quali il professor Arnold Cassola, il professor Joseph M. Brincat e il romanziere Frans Sammut.
Nell'Ottocento vi fu un vero e proprio "rinascimento" letterario con figure come Gian Anton Vassallo (1817-1868) e altri.
Il poeta nazionale di Malta, Dun Karm Psaila (1871-1961), scrisse in maltese, inglese, italiano e esperanto. Un bellissimo studio sulla sua poesia è stato scritto dal poeta e romanziere Oliver Friggieri e un altro ancora dal poeta e regista teatrale Mario Azzopardi.
Il dopoguerra vide la comparsa del Movimento Risveglio Letterario, con personaggi come Oliver Friggieri (poi divenuto professore di maltese all'Università di Malta), Frans Sammut (1945-2011), il "romanziere nazionale", Alfred Sant (poi divenuto Primo Ministro di Malta, 1996-1998), Lino Spiteri (poi divenuto Ministro delle Finanze in due governi, 1981-1987, 1996-1997), e altri ancora.
Oggi la letteratura maltese è dominata da opere in maltese (Alex Vella Gera e Guze' Stagno ad esempio) e alcune in inglese (Francis Ebejer ad esempio). Ci sono anche opere in italiano, come le poesie del giudice J.J. Cremona e l'ebook Il Sindaco di Racalmusci, di Albert Caruana.

### Musica
Un genere musicale tipico delle Isole maltesi è il Għana. Tra i cantanti e cantautrici maltesi spiccano Walter Micallef e Emma Muscat.

### Psicologia

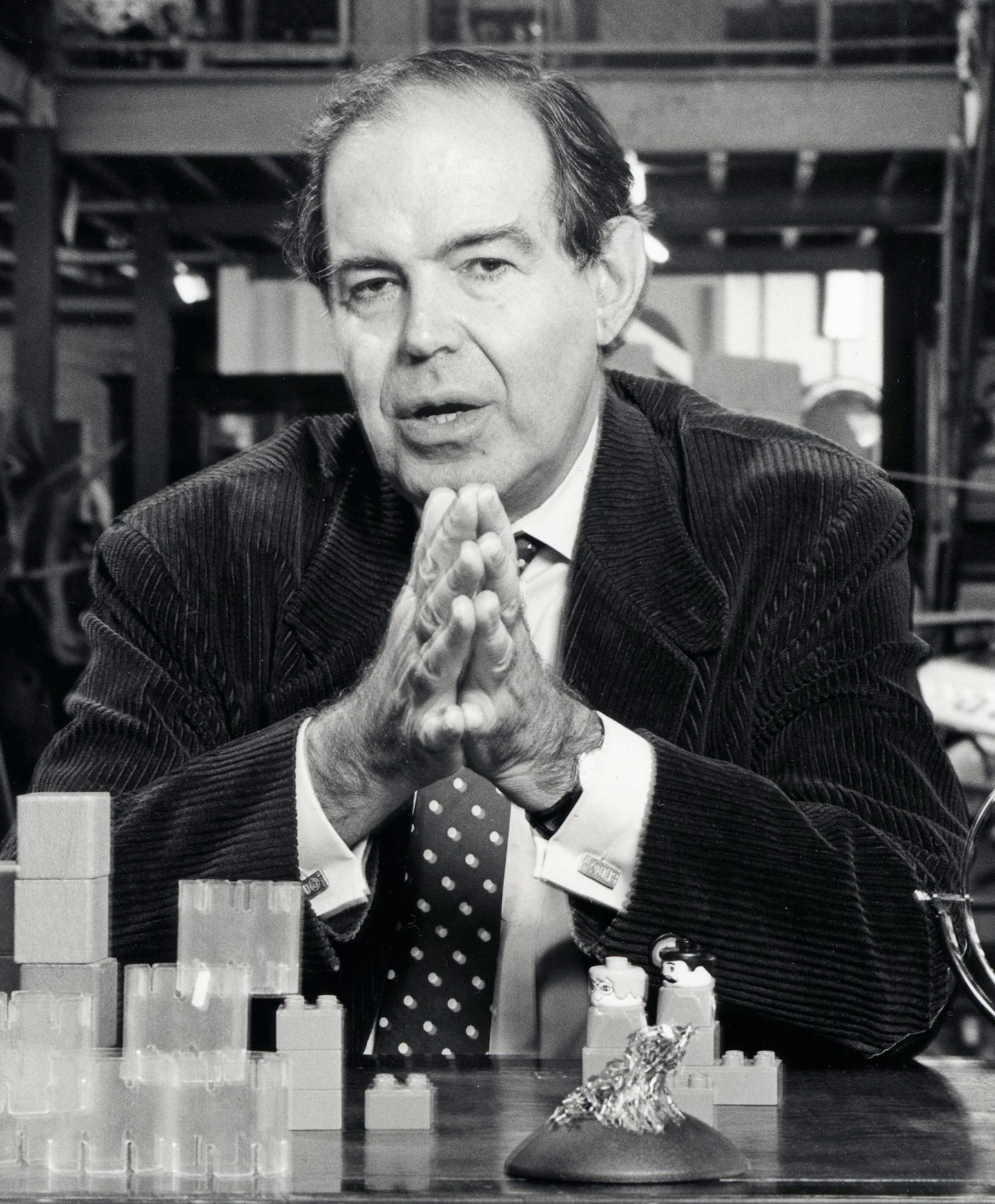
Edward De Bono, nel 1994.

- La nascita del concetto di pensiero laterale, termine creato dallo psicologo maltese Edward De Bono (1933-2021)

### Missioni spaziali
- 1º aprile 2025: Chun Wang è il primo maltese nello spazio

### Media
La televisione a Malta incominciò il servizio nel 1959. Le cinque maggiori emittenti sono: TVM, One Television, Net Television, Smash Television e Favourite Channel e trasmettono in free to air nella televisione digitale terrestre. È presente anche la televisione via cavo, gestita da Melita Group; la televisione satellitare è usata per vedere i canali in lingua inglese della BBC e in lingua italiana della Rai e di Mediaset.
I programmi radiofonici di PBS Radju Malta sono diffusi in onde medie (AM 999 kHz), FM e anche in tecnologia DAB+ su:
- canale 6A - frequenza 181,936 MHz
- canale 6C - frequenza 185,360 MHz[86]

### Gastronomia
La cucina maltese è spesso influenzata da quella italiana, in particolare siciliana, da quella britannica e di buona parte dell'area del Mediterraneo.

### Filatelia

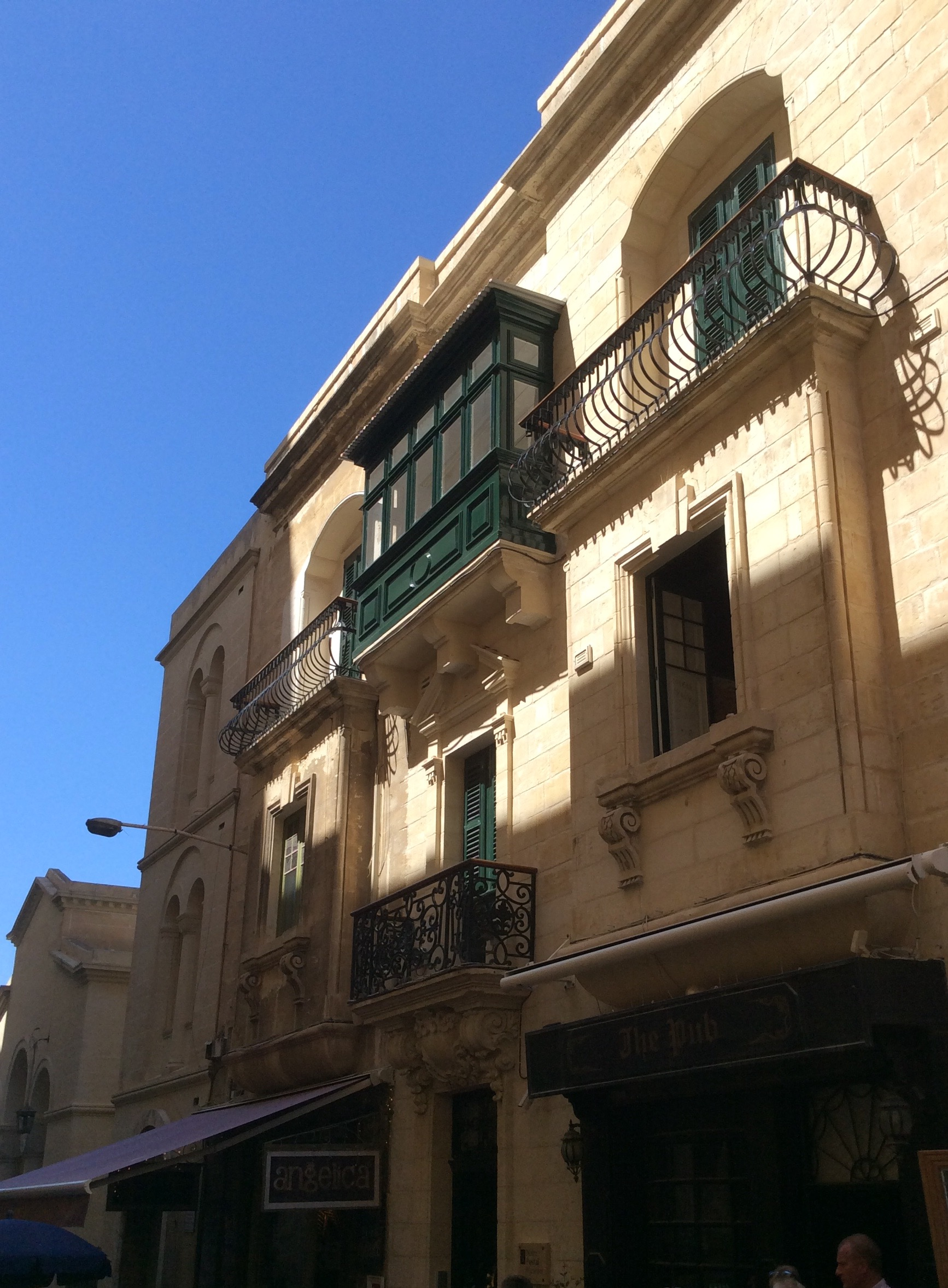
Il Museo postale e filatelico di Malta

Nella capitale di Malta è situato il Museo nazionale postale, in cui è esposto oltre al patrimonio postale del paese, anche un enorme patrimonio filatelico. In particolare sono esposti i francobolli emessi nel paese dal 1860 al 2010, per 150 anni. Primo fra questi è l'Halfpenny yellow, il francobollo ritraente Vittoria del Regno Unito, emesso il 1º dicembre 1860, unico francobollo ad essere emesso a Malta, con diversi colori e diversa filigrana, per i successivi venticinque anni. Sono anche esposti francobolli del famoso artista di francobolli maltese Emvin Cremona.

## Festività nazionali
| Data         | Nome                              | Significato                                                                       |
| ------------ | --------------------------------- | --------------------------------------------------------------------------------- |
| 31 marzo     | Giorno della Libertà              | Ritiro delle truppe britanniche da Malta, nel 1979                                |
| 7 giugno     | Sette giugno                      | Rivolta dei maltesi contro le truppe britanniche, nel 1919                        |
| 8 settembre  | Giorno della Vittoria             | Vittoria contro i Turchi (1565); i francesi (1800); armistizio dell'Italia (1943) |
| 21 settembre | Giorno dell'indipendenza di Malta | Festa nazionale: indipendenza di Malta dal Regno Unito, nel 1964                  |
| 13 dicembre  | Giorno della Repubblica           | istituzione della Repubblica di Malta, nel 1974                                   |

## Sport
A Malta si possono praticare molti sport marittimi come il diving, il windsurf e la vela. Inoltre ci sono percorsi per praticare il ciclismo o trekking e arrampicata su roccia accessibili a tutti i livelli. Questi sport sono praticabili sia da professionisti sia da principianti per tutto l'anno.

### Baseball
Il baseball è particolarmente sviluppato, al massimo campionato partecipano 4 squadre e nel campionato di seconda divisione partecipano 3 squadre. Dal 2009 sono tutte incorporate nel campionato italiano di baseball.

### Calcio
A Malta il calcio è seguito con passione, sia quello locale sia quello internazionale (soprattutto inglese e italiano). Il campionato nazionale si tiene da agosto a maggio e la sua massima serie è composta da quattordici squadre. La nazionale tiene i propri incontri in casa nello stadio nazionale ad Attard, in località Ta' Qali.

### Basket
Il campionato maltese di basket è composto da 6 squadre che si sfidano in una prima fase di regular season composta da 10 giornate, ogni squadra affronta due volte le avversarie. Le prime 4 classificate alla fine della regular season accedono ai play-off che si svolgono al meglio delle tre partite (le semifinali) e al meglio delle cinque (la finale).
Alla fine del girone d'andata le prime 4 classificate si affrontano nella coppa di lega, denominata Louis Borg Cup, con la formula dell'eliminazione diretta.
A inizio della stagione sportiva la vincente del campionato (o la seconda finalista nel caso la vincente abbia vinto anche la coppa di lega) e la vincente della coppa di lega si affrontano per l'assegnazione della Supercoppa Nazionale, denominata St. James SuperCup in una finale secca.

### Altri sport
Per quanto riguarda altre discipline sportive da segnalare l'affermazione da parte del kickboxer maltese Keith Azzopardi, incoronato campione del mondo dei pesi piuma.

## Turismo

### Isole da visitare
- Malta
- Gozo (Ghawdex)
- Comino (Kemmuna)
- Cominotto (Kemmunett)
- Filfola (Filfla) - quest'isola è visitabile solo dal largo, non essendo possibile sbarcare

### Siti d'interesse culturale

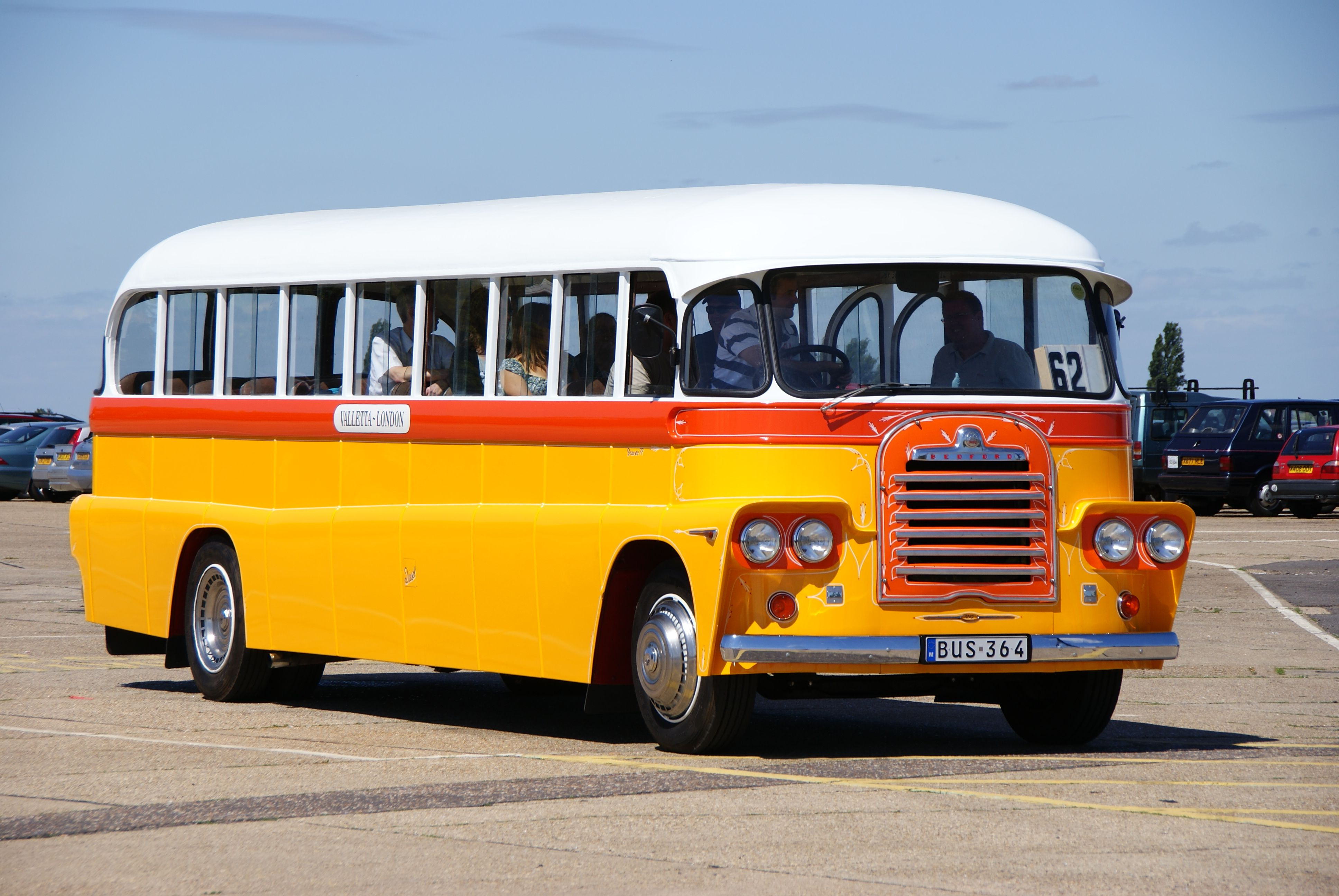
Tipici autobus di Malta.

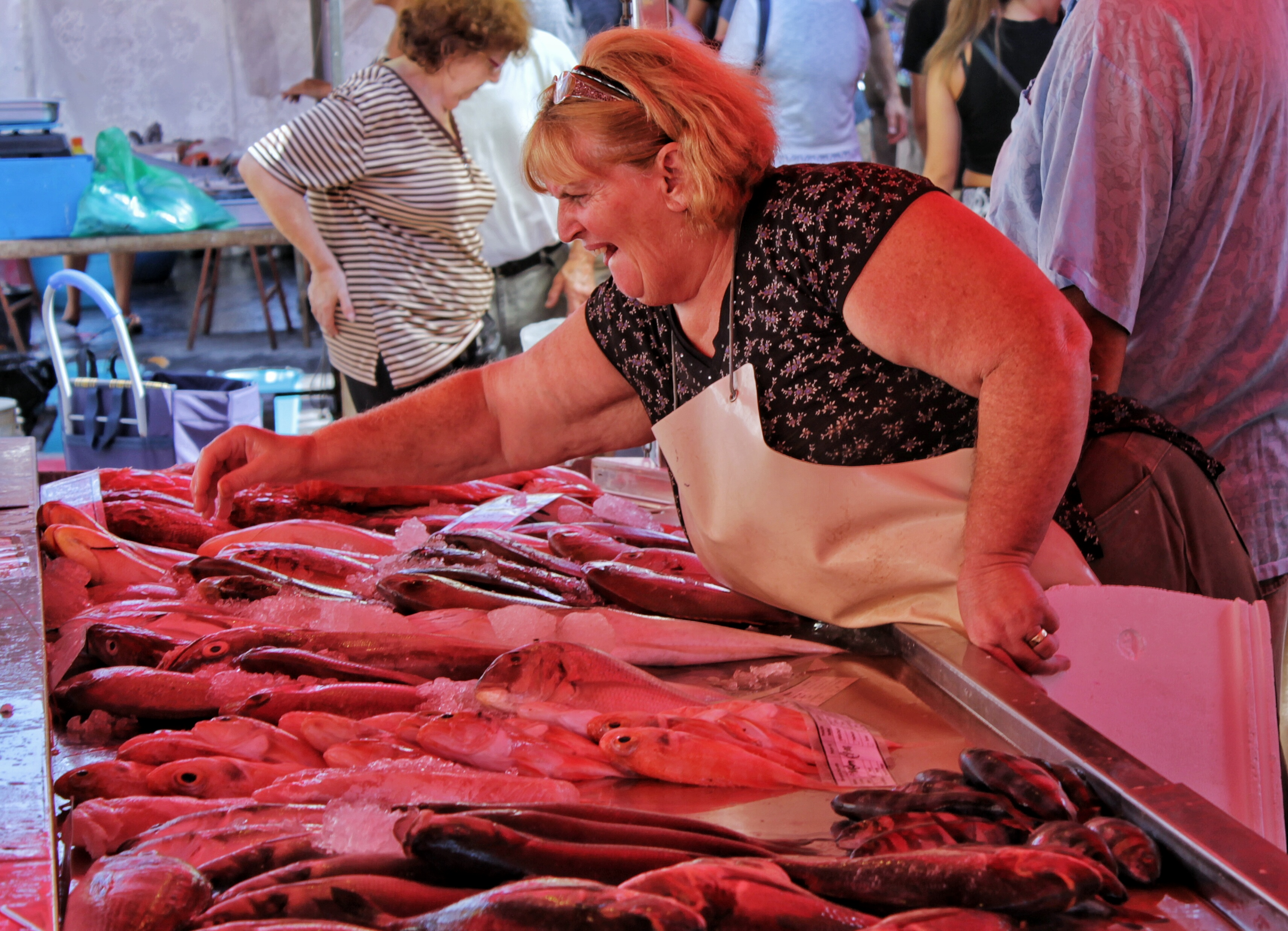
Il mercato del pesce di Marsaxlokk.

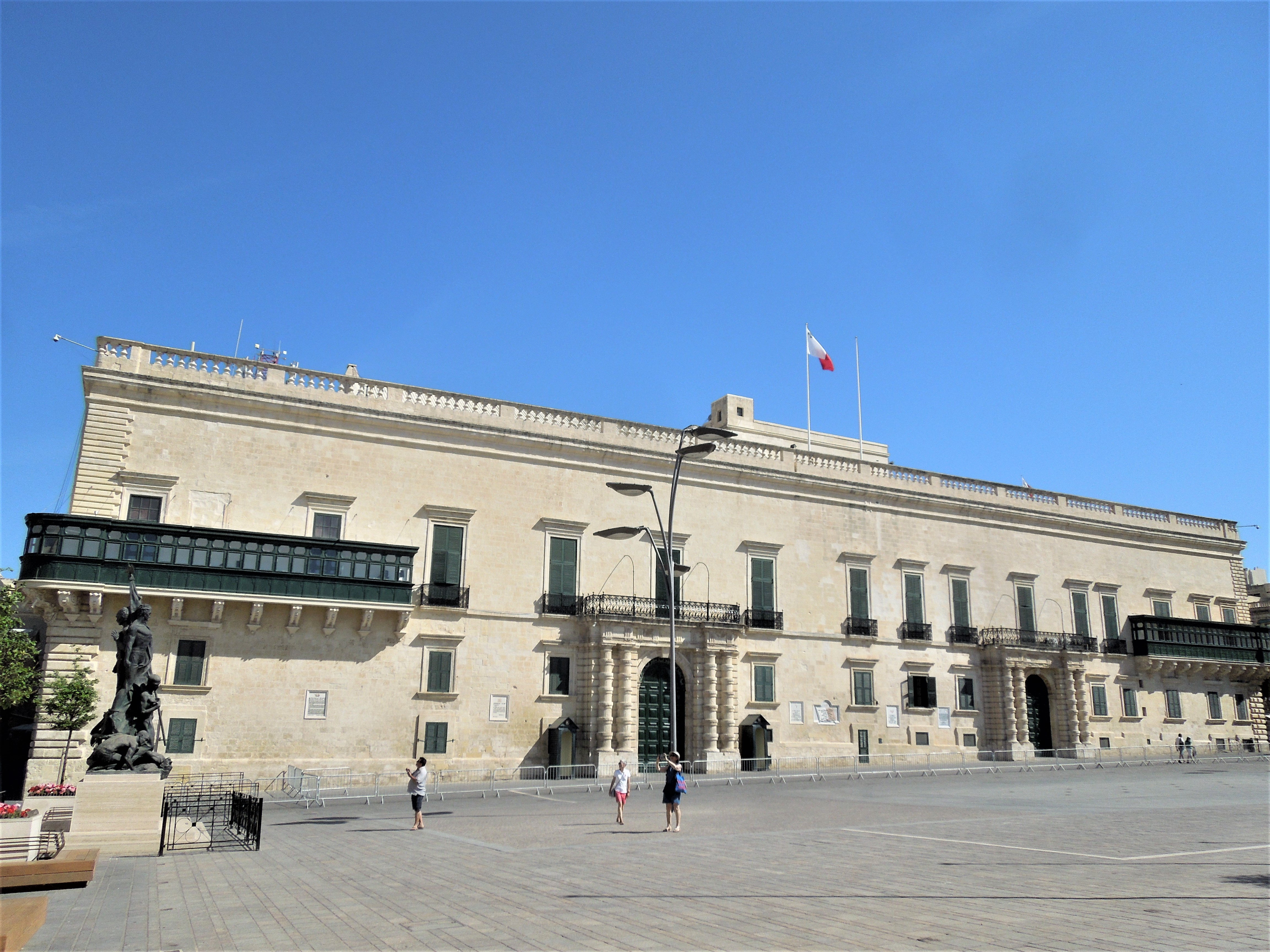
Palazzo del Gran Maestro

#### Malta
- Palazzo del Gran Maestro
- Concattedrale di San Giovanni
- Porto Grande
- Mdina
- Cattedrale di San Paolo
- Tre Città
- Forte Sant'Elmo
- Rotonda di Mosta
- Tempio di Mnajdra
- Ħaġar Qim
- Popeye Village
- Upper Barrakka Gardens e Lower Barrakka Gardens a La Valletta
- Ipogeo di Ħal-Saflieni
- Catacombe di Salina
- Catacombe di San Paolo
- Catacombe di Tal-Mintna
- Għajn Tuffieħa
- Dingli Cliffs

#### Gozo
- Finestra Azzurra
- Mulino a vento Ta' Kola
- Rotonda di Xeuchia
- Il-Gebla tal-General
- Museo della Natura di Gozo

#### Comino
- Bejn il-kmiemen, chiamata anche "Blue Lagoon"